# 51 Pułk Piechoty Strzelców Kresowych

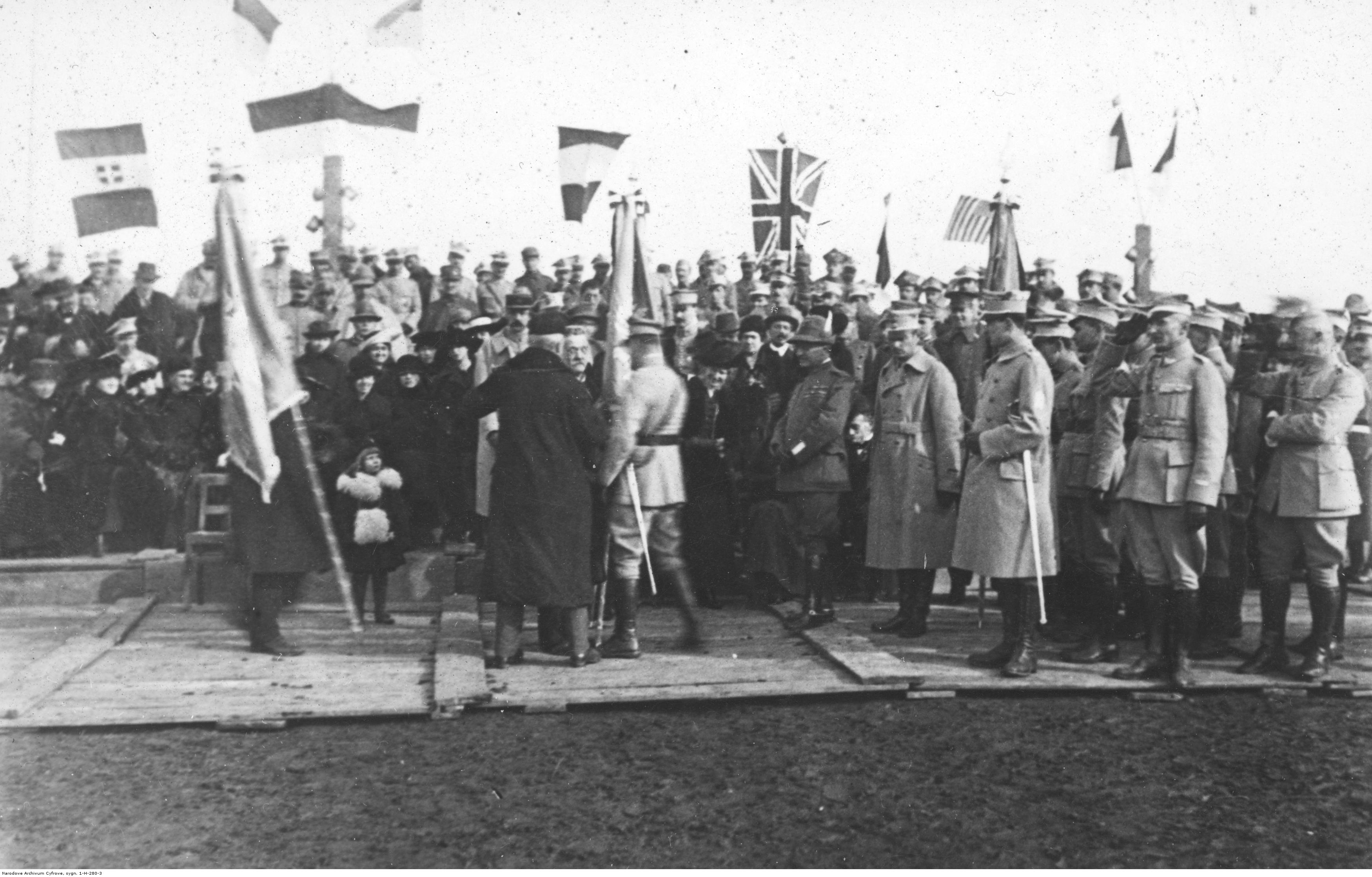
Polski obóz wojskowy w La Mandria di Chivasso we Włoszech – wręczenie sztandaru pułkowi im. Garibaldiego; 1919

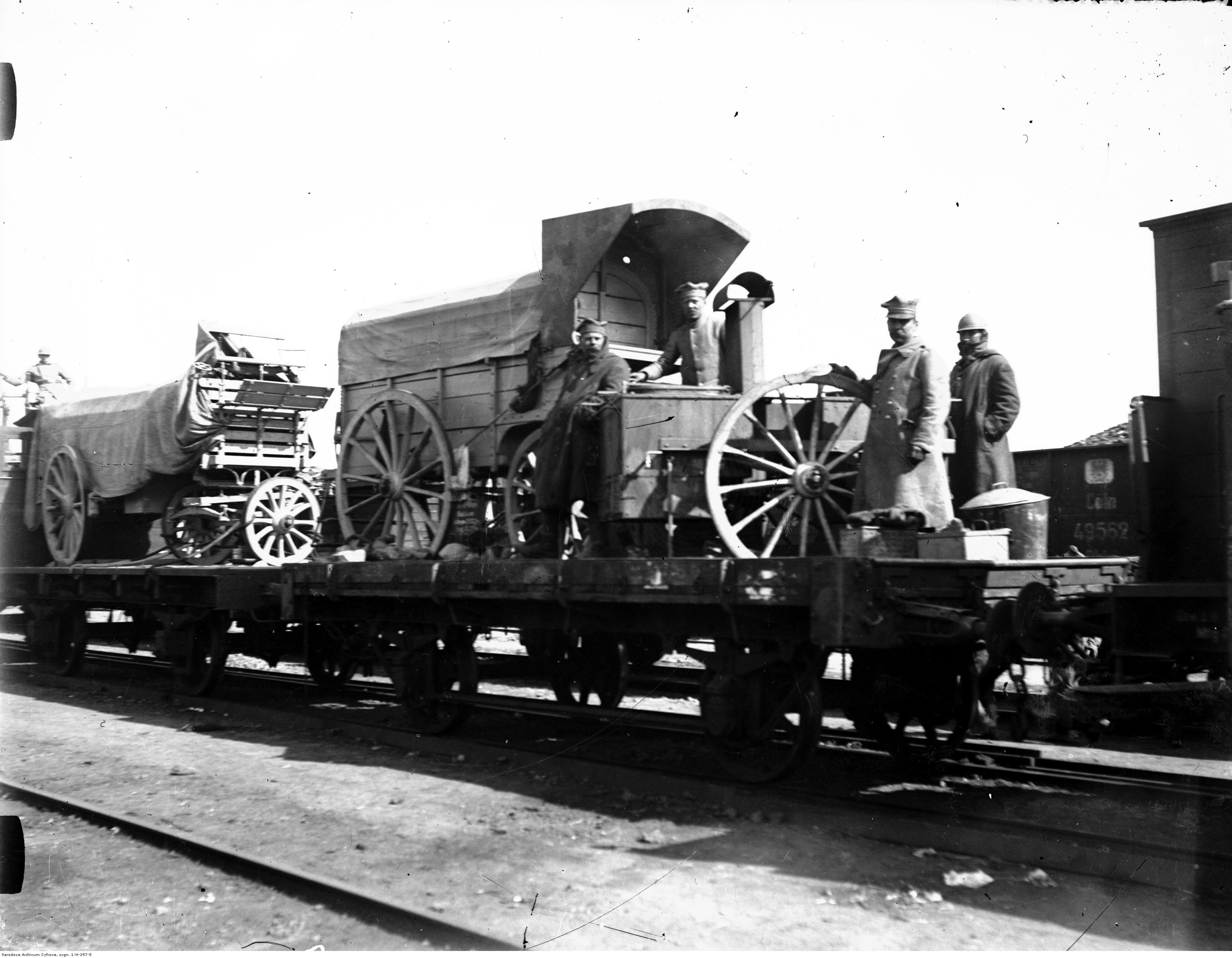
Transport oddziałów armii gen. Józefa Hallera z Francji do Polski; 1919

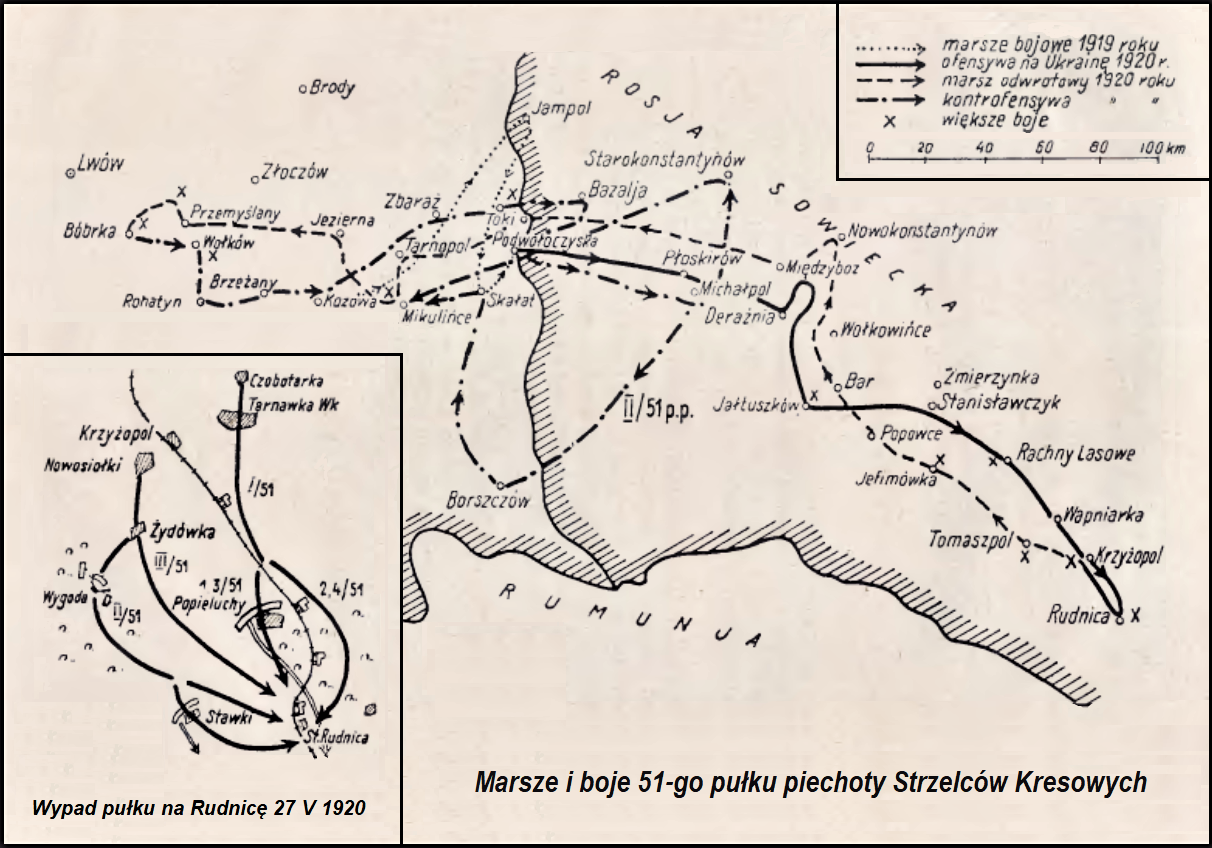
Szlak bojowy 51 pp 1919–1920

51 Pułk Piechoty Strzelców Kresowych (51 pp) – oddział piechoty Armii Polskiej we Francji i Wojska Polskiego w II Rzeczypospolitej.
Sformowany w ramach Armii Polskiej we Włoszech jako 3 pułk piechoty im. Garibaldiego. Przetransportowany do Francji wszedł w skład Wojska Polskiego we Francji gen. Józefa Hallera jako 9 pułk strzelców polskich. Po przybyciu Błękitnej Armii do Polski przemianowany na 9 pułk strzelców pieszych, a po ujednoliceniu numeracji przyjął nazwę 51 pułk piechoty Strzelców Kresowych. Walczył w wojnie polsko-bolszewickiej w składzie 12 Dywizji Piechoty.
W okresie międzywojennym stacjonował w garnizonie Brzeżany, w koszarach Henryka Dąbrowskiego, a jego batalion zapasowy w Czortkowie.
W czasie kampanii wrześniowej wchodził w skład 12 Dywizji Piechoty walczącej w Armii „Prusy”.
Na początku 1944 r., w ramach Planu OSZ (Odtwarzania Sił Zbrojnych) Wojska Polskiego sprzed 1939 roku, utworzony został 51 Pułk Piechoty Armii Krajowej, który wszedł w skład 12 Dywizji Piechoty Armii Krajowej. Pułk uczestniczył w akcji „Burza”, w ramach której prowadził działania w okręgu tarnopolskim. Oddział został ostatecznie rozbrojony przez Sowietów w tym samym roku.

## Formowanie i zmiany organizacyjne
29 grudnia 1918 w La Mandria di Chivasso jeńcy armii austriackiej narodowości polskiej rozpoczęli formowanie dwunastu kompanii. 15 stycznia 1919 utworzono 3 pułk polski. Pułkiem dowodził por. Marcin Wachowski. 31 stycznia 1919 pułk złożył przysięgę, a 13 lutego otrzymał od włoskiego komitetu „Pro Polonia” dwie chorągwie. Jedną od miasta Mediolanu, drugą od miasta Bergamo.
22 lutego pułk przegrupował się do Francji. Bataliony I i II (z chorągwią miasta Mediolanu) wcielono do rezerwowego francuskiego 358 pułku piechoty, a III batalion (z chorągwią miasta Bergamo) do 299 pułku piechoty.
Na początku kwietnia do pułku wcielono ok. 300 Poznaniaków – jeńców armii niemieckiej, 500 ochotników polskich z Ameryki i transport byłych jeńców armii rosyjskiej.
12 kwietnia 1919 na bazie I i III batalionu pułku im. Giuseppe Garibaldiego oraz francuskiego 358 pułku piechoty sformowany został 9 pułk strzelców polskich. Organizacja pułku była oparta na etacie francuskim i obejmowała: dowództwo pułku, kompanię zafrontową oraz trzy bataliony piechoty. Kompania zafrontowa składała się ze specjalistów i służby administracyjnej. Każdy z trzech batalionów piechoty liczył trzy kompanie strzeleckie i jedną kompanię karabinów maszynowych. Kompanie liczyły po cztery plutony, w tym trzy plutony bojowe i jeden pluton komenderowanych, składający się z telefonistów, szewców, krawców itp. Plutony składały się z czterech zastępów. Pułk wszedł w struktury 3 Dywizji Strzelców Polskich.
W połowie maja 1919 pułk dyslokowano do Polski. Jego pierwszym garnizonem w Ojczyźnie był Modlin. Tu przemianowany został na 9 pułk strzelców pieszych. W lipcu skierowano jednostkę na Podole w okolicę Zbaraża. 1 września dekretem Nr 4373 Naczelnika Państwa, nastąpiło zjednoczenie armii gen. Hallera z siłami zbrojnymi w kraju. We wrześniu pułk otrzymał nową nazwę – 51 pułk piechoty Strzelców Kresowych. Organizacja pułku pozostała niezmieniona. Jedynie kompanię zafrontową przemianowano na sztabową. Oficerowie polscy objęli stanowiska dowódców kompanii. Batalion zapasowy sformowany został w Przemyślu.
| Obsada personalna pułku w 1920  | Obsada personalna pułku w 1920             |
| Stanowisko                      | Stopień, imię i nazwisko                   |
| ------------------------------- | ------------------------------------------ |
| Dowódca pułku                   | mjr Artur Sadowiński (do 30 IV)            |
| Dowódca pułku                   | ppłk szt. gen. Marian Kukiel (do 20 VI)    |
| Dowódca pułku                   | mjr/ppłk Roman Witorzeniec                 |
| Adiutant                        | por. Wincenty Duda                         |
| Oficer broni                    | ppor. Leon Jurczyński                      |
| Oficer gazowy                   | pchor. Jan Weber                           |
| Oficer łączności                | ppor. Leopold Weber                        |
| Lekarz                          | kpt. lek. Aleksander Pietrzykowski         |
| Lekarz                          | por. lek dr Stanisław Radwański (do 27 VI) |
| Lekarz                          | por. lek. Mieczysław Skwarczyński          |
| Kapelan                         | ks. Rudolf Wiktoryn                        |
| Dowódca taborów                 | ppor. Wiktor Lorenczuk                     |
| Dowódca I batalionu             | kpt./mjr Marian Faff (V – VII)             |
| Dowódca I batalionu             | kpt. Jan Szostakowski (VII -)              |
| Dowódca I batalionu             | kpt. Marian Faff(VIII – IX)                |
| Dowódca I batalionu             | por. Jan Kazanowski                        |
| Dowódca I batalionu             | por. Jan Sikora (X)                        |
| Adiutant                        | pchor./ppor. Karol Walter                  |
| Oficer prowiantowy              | por. Marian Bojanowski                     |
| Oficer kasowy                   | por. Zygmunt Bittner                       |
| Lekarz                          | ppor. san. Natan Bleichfeld                |
| Nast.                           | por. lek. Salomon Robinson                 |
| Dowódca 1 kompanii              | ppor. Antoni Mokrzycki (ranny 16 V)        |
| Dowódca 1 kompanii              | chor. Julian Mikuszewski (do 23 VII)       |
| Dowódca 1 kompanii              | por. Stefan Czarnowski                     |
| Dowódca plutonu                 | pchor. Józef Furmanek                      |
| Dowódca 2 kompanii              | ppor. Aleksander Ruchaj                    |
| Dowódca 2 kompanii              | por. Józef Skrzypczyński (ranny 3 VIII)    |
| Dowódca 3 kompanii              | ppor. Jan Szopa (ranny VII)                |
| Dowódca 3 kompanii              | ppor. Wiktor Ziółkowski (ranny 27 VIII)    |
| Dowódca 4 kompanii              | ppor. Stanisław Waksmański                 |
| Dowódca 4 kompanii              | ppor. Ferdynand Pichler (VIII)             |
| Dowódca plutonu                 | pchor. Leonard Remisz                      |
| Dowódca 1 kompanii km           | ppor. Mieczysław Tabecki                   |
| Dowódca II batalionu            | kpt. Wojciech Tyczyński (ranny 1 VIII)     |
| Dowódca II batalionu            | kpt. Władysław Bartnik                     |
| Dowódca II batalionu            | kpt. Marian Gryl (ranny 27 VIII)           |
| Dowódca II batalionu            | mjr Józef Skowronek (X) (ranny VII)        |
| Adiutant                        | ppor. Andrzej Jarski-Nałęcz                |
| Oficer kasowy                   | ppor. Gustaw Lachmann                      |
| Oficer prowiantowy              | ppor. Joachim Kimmerling (do 17 V)         |
| Lekarz                          | ppor. lek. Leopold Goldberg                |
| Dowódca 5 kompanii              | ppor. Wojciech Wójcik (V)                  |
| Dowódca 5 kompanii              | por. Jan Kazanowski                        |
| Dowódca 6 kompanii              | por. Józef Zawadzki (V) (ranny 15 VI)      |
| Dowódca 6 kompanii              | ppor. Dawid Kahane (do 27 VI)              |
| Dowódca 6 kompanii              | por./kpt. Stefan Blezień                   |
| Dowódca plutonu                 | ppor. Emil Kubala                          |
| Dowódca 7 kompanii              | ppor. Jerzy Machniak (V) († 27 VII)        |
| Dowódca 7 kompanii              | ppor. Joachim Feliks Kmiciński             |
| Dowódca 7 kompanii              | por. Wacław Walas (od 7 VIII?)             |
| Dowódca 7 kompanii              | por. Stefan Zdanowski († 27 VII)           |
| Dowódca 8 kompanii              | ppor. Alojzy Stupka († 3 IX)               |
| Dowódca 2 kompanii km           | ppor. Władysław Zabiegała                  |
| Dowódca plutonu                 | plut. Jan Grobelny                         |
| Oficer baonu (dowódca kompanii) | ppor. Wacław Dyduła († 23 VII)             |
| Dowódca III batalionu           | por. Leopold Korpiela                      |
| Dowódca III batalionu           | por. Franciszek Dwernicki                  |
| Dowódca III batalionu           | mjr Anatol Laudański                       |
| Dowódca III batalionu           | por. Stefan Czarnowski                     |
| Dowódca III batalionu           | mjr Artur Sadowiński (VII – IX)            |
| Dowódca III batalionu           | kpt. Jan Czerniawski                       |
| Zastępca                        | por. Józef Zawadzki (od 1 VI)              |
| Adiutant                        | ppor. Stanisław Wójcik                     |
| Adiutant                        | ppor. Jerzy Szychulski                     |
| Adiutant                        | ppor. Jan Rokosz                           |
| Lekarz                          | ppor. lek. Julian Rogowski                 |
| Dowódca 9 kompanii              | por. Leopold Niżyński                      |
| Dowódca plutonu                 | ppor. Pawulski                             |
| Dowódca 10 kompanii             | ppor. Mieczysław Orlicz                    |
| Dowódca 10 kompanii             | por. Franciszek Kraus                      |
| Dowódca 11 kompanii             | ppor. Czesław Krzyżanowski (do 8 VII)      |
| Dowódca 11 kompanii             | ppor. Nikodem Lipczyński (do 20 VII)       |
| Dowódca 11 kompanii             | por. Piorowicz                             |
| Dowódca 12 kompanii             | ppor. Henryk Jankowski                     |
| Dowódca 3 kompanii km           | ppor. Marian Blaschke (do 18 VI)           |
| Dowódca 3 kompanii km           | por. Franciszek Herder                     |
| Dowódca 3 kompanii km           | ppor./por. Nikodem Lipczyński              |
| Dowódca plutonu                 | plut. Edmund Wolski                        |
| Dowódca kompanii technicznej    | ppor. Antoni Chudzikiewicz (do 15 VII)     |
| Dowódca plutonu                 | ppor. Jacenty Promiński                    |
| Dowódca plutonu żandarmerii [!] | ppor. Antoni Kwinta (6 VIII –5 IX)         |
| Oficer pułku (dowódca kompanii) | por. Franciszek Richler                    |
| Oficer pułku (dowódca kompanii) | ppor. Józef Chrobak (do 11 V)              |
| Oficer pułku (dowódca kompanii) | ppor. Józef Mączka                         |
| Oficer pułku (dowódca kompanii) | ppor. Roman Ostrowski                      |
| Oficer pułku (dowódca kompanii) | ppor. Kazimierz Pretsch                    |
| Oficer pułku (dowódca kompanii) | ppor. Filip Rubner                         |
| Oficer pułku (dowódca kompanii) | ppor. Stanisław Wendekier                  |
| Oficer pułku (dowódca plutonu)  | por. Wincenty Borkowski                    |
| Oficer pułku (dowódca plutonu)  | por. Franciszek Remiszewski                |
| Oficer pułku (dowódca plutonu)  | por, Jan Stec (do 3 VII)                   |
| Oficer pułku (dowódca plutonu)  | por. Karol Stefanowicz                     |
| Oficer pułku (dowódca plutonu)  | ppor. Maksymilian Fischgrund               |
| Oficer pułku (dowódca plutonu)  | ppor. Henryk Allerhand Różnicki            |
| Oficer pułku (dowódca plutonu)  | ppor. Edward Fox                           |
| Oficer pułku (dowódca plutonu)  | ppor. Edmund Kaczor                        |
| Oficer pułku (dowódca plutonu)  | ppor. Józef Kawa                           |
| Oficer pułku (dowódca plutonu)  | ppor. Tadeusz Nerlewski                    |
| Oficer pułku (dowódca plutonu)  | ppor. Adam Pasiewicz                       |
| Oficer pułku (dowódca plutonu)  | ppor. Stanisław Pleskaczyński (do 10 VIII) |
| Oficer pułku (dowódca plutonu)  | ppor. Salomon Rares                        |
| Oficer pułku (dowódca plutonu)  | ppor. Narcyz Sienkiewicz (do 4 VI)         |
| Oficer pułku (dowódca plutonu)  | ppor. Jerzy Wsolak                         |
| Oficer pułku (dowódca plutonu)  | ppor. Bronisław Zdanowski († 1 VIII)       |
| Oficer pułku (dowódca plutonu)  | ppor. Tadeusz Żeglicki                     |
| Oficer pułku                    | por. Fryderyk Langner                      |
| Oficer pułku                    | por. Mieczysław Wojciechowski              |
| Oficer pułku                    | ppor. Jan Bajtlik                          |
| Oficer pułku                    | ppor. Doliga (od 29 IX)                    |
| Oficer pułku                    | ppor. Ferdynand Dolny (tabory; † 5 VII))   |
| Oficer pułku                    | ppor. Józef Dombkowski                     |
| Oficer pułku                    | ppor. Wilhelm Kraj czy                     |
| Oficer pułku                    | ppor. Maniak                               |
| Oficer pułku                    | ppor. Henryk Mueck (do 24 VIII)            |
| Oficer pułku                    | ppor. Walerian Szczygłowicz                |
| Oficer pułku                    | ppor. Józef Śniegoń                        |
| Oficer pułku                    | ppor. Ubendeker                            |
| Oficer pułku                    | ppor. Józef Walach                         |
| Oficer pułku                    | pchor. Włodzimierz Dysko († 16 VIII)       |
| Oficer pułku                    | pchor. Mielniczyn                          |
| Oficer pułku                    | pchor. Piotr Ogórkiewicz († 24 VII)        |
| Oficer pułku                    | pchor. Solak                               |

## Pułk w wojnie o granice
Z końcem lipca 1919 pułk został skierowany na Podole w okolicę Zbaraża. W ciągu sierpnia pułk zajął Jampol. Otrzymał zadanie umacniania zajmowanego odcinka, prowadzenia zwiadów w kierunku na wschód od rzeczki Połtawy, a także prowadzenia kontroli ruchu kolejowego, osobowego i towarowego. Wszedł w skład XXIV Brygady Piechoty.
8 października pułk przeszedł do rejonu rozlokowania 12 DP. Został rozmieszczony w Skałacie, oprócz II batalionu, który obsadził odcinek nad Zbruczem od Mysłowej do Łuki Małej. Oficerowie francuscy, którzy pomagali w zorganizowaniu pułku i szkoleniu żołnierzy, odjechali do swojej ojczyzny, a dowództwo objął, 15 października, ppłk Mieczysław Linde. Pułk otrzymał zadanie obrony linii rzeki Zbrucz przed ewentualnym atakiem wojsk ukraińskich, jednak te zajęte bojami z armią Denikina ataków nie podejmowały. I choć wojska Denikina odnosiły zwycięstwa nad wojskami ukraińskimi, to musiały ustąpić przed oddziałami sowieckimi. W związku z tym polskie linie zostały przesunięte dalej na wschód, w rejon Płoskirowa, a pułk w styczniu 1920 otrzymał zadanie ochrony szlaku kolejowego Podwołoczyska – Czarny Ostrów.
Na początku marca 1920 pułk przeszedł jeszcze dalej na wschód, do Międzybóża, gdzie stanowił odwód 5 DP. Brał udział w wypadach oddziałów dywizji na Wołkowińce i stację kolejową Komarowce, po czym powrócił do 12 DP i wszedł w skład XXIII Brygady Piechoty. Do czasu rozpoczęcia ofensywy na Ukrainie uzupełniano stany osobowe i szkolono młodych żołnierzy.
Pułk w ofensywie kijowskiej
Ofensywa ruszyła 25 kwietnia 1920. 12 DP otrzymała zadanie opanowania linii kolejowych Derażnia – Żmerynka i Wońkowce – Bar – Żmerynka i zdobycie Baru. 51 pp wzmocniony jednym dywizjonem 18 pal i jedną kompanią z XX batalionu saperów już 25 kwietnia zajął bez walki Jałtuszków. W kolejnych dniach zdobył Bucnie, stację kolejową Mytki i Malczowce. 29 kwietnia, będąc ponownie w składzie XXIV BP, po sforsowaniu Murafy, zajął Stanisławczyk. W dalszych walkach zajął Strzelniki i stację kolejową Rachny Lasowe, a następnie w ciężkich bojach, wsparty dwoma improwizowanymi pociągami pancernymi, stację Krzyżopol. Skuteczne walki pułku o utrzymanie zdobytej stacji trwały do 13 czerwca. W dniu 27 maja wykonał z użyciem pociągu pancernego „Generał Iwaszkiewicz” skutecznego wypadu na stację Rudnica, którą utrzymywał do 29 maja, po czym powrócił do Krzyżopola. 27 maja stał się dniem święta pułkowego.
Dowódca pułku płk Marian Kukiel w swoim rozkazie dziennym nr 123 z 31 maja tak określił postawę bojową swoich podwładnych:

Pułk nasz w dniach 27–29 maja dokonał przy współdziałaniu innych części dywizji wypad na stację kolejową Rudnica. W pierwszym dniu złamaliście, Towarzysze broni, nieprzyjaciela stojącego przed naszym frontem 41 dyw. sow., która właśnie zamierzała prowadzić dalej ofensywę i zdobyć Wapniarkę, pędziliście go przed sobą. Pamiętny będzie bój II batalionu o las pod Żydówką, gdzie rozbito 369 pułk piechoty sowieckiej, zdobyto jedną ciężką haubicę z zaprzęgiem i karabiny maszynowe, gdzie świetne kierownictwo dowódcy batalionu, przytomność i odwaga poszczególnych oficerów i żołnierzy, zwłaszcza 5 kompanii dały nam pełne zwycięstwo. Pamiętne będzie ciężkie, a bohaterskie zmaganie się I batalionu kapitana Faffa po obu stronach toru z pancerkami i piechotą wroga, broniącego się wytrwale oraz zwycięska, a zacięta walka 1 kompanii o wieś Popieluchy. Pułk wytrzymał wreszcie ogień pancerek na odległość najbliższą i zdobył stację Rudnice. Nastąpiły uparte walki dwudniowe o teren zdobyty, który chcieli nam odebrać bolszewicy. Artyleria ich i pancerki biły w Was z bliska i celnie. Wróg groził nam parokrotnie odcięciem. Utrzymaliśmy się. Odeszliśmy o godzinie naznaczonej rozkazem Brygady naszej, odeszliśmy nie ścigani, jako zwycięzcy.

Walki odwrotowe
13 czerwca pułk otrzymał rozkaz odwrotu, w czasie którego stoczył ciężkie walki pod: Czoboratkami, Tarnawką Wielką, Krzyżopolem, Tomaszpolem i Żołobami. 16 czerwca osiągnął linię rzeki Muraszki, gdzie do 30 czerwca powstrzymywał napór nieprzyjaciela. Od 5 lipca wycofywał się przez Międzybuż, Sufczyńce i Kupiel na linię rzeki Zbrucz w rejonie Toków. W ramach XXIV BP pułk obsadził jej lewe skrzydło, od Toków do Hnilic Wielkich. Dowództwo stało w Medyniu. Do 24 lipca pułk z ogromnym poświęceniem bronił powierzonego odcinka, tracąc ponad 500 żołnierzy. Tego dnia otrzymał rozkaz odwrotu na linię Miodoborów. Podczas odwrotu dwóch szeregowych umarło z wyczerpania, kilkudziesięciu zemdlało. W meldunku sytuacyjnym wysłanym do dowództwa dywizji dowódca brygady płk Marian Kukiel, dowódca brygady napisał, że 51 pp spełnił swój obowiązek żołnierski, a w rozkazie dziennym z 27 lipca podkreślił jego postawę bojową nad Zbruczem:

[...] Walczyliście żołnierze zacięcie ażeby nie oddać skrawka ziemi Rzeczypospolitej najezdnikom. Nie zdołaliście odwrócić ciężkiego losu bitwy. Ogromne straty poniósł 51 pp. Dotkliwie ucierpiały inne pułki i bataliony. Zostało na placu wielu walecznych Towarzyszy broni, ale unieśliśmy nienaruszony honor żołnierski i gotowość do dalszej walki śmiertelnej za całość Ojczyzny. Dziękuję Wam, Bracia Żołnierze, za Waszą pracę krwawą.

Od 28 lipca do 6 sierpnia bataliony pułku staczały boje pod Ludwikówką, Mikulińcami i Łuką Wielką. W połowie sierpnia pułk otrzymał uzupełnienia w sile około 1300 żołnierzy. 18 sierpnia, po oderwaniu się od nieprzyjaciela, 12 DP, a z nią pułk, ruszyła przez Dunajów na Przemyślany, które osiągnęła 20 sierpnia. Następnie skierowała się na Pohorylce. Pułk otrzymał rozkaz marszu na Hanaczów i Podhorodyszcze. Zgrupowana nad Stryjem w okolicach Mikołajowa 12 DP otrzymała zadanie zniszczenia sowieckiej 60 DS. Pułk, jako prawe skrzydło dywizji, atakował w dwóch kierunkach na Bóbrkę i Strzałki. Po zaciętych bojach obie te miejscowości 20 sierpnia zostały zdobyte. Do końca miesiąca pułk toczył jeszcze boje pod: Gniłą, Siedliskami, Świrzem i Sokołówką.
O świcie 27 sierpnia natarcie na Sokołówkę przeprowadził I/51 pułku piechoty mjr. Mariana Faffa. Aby uzyskać zaskoczenie, zdecydowano się nacierać bez wsparcia artylerii. 1 kompania miała uderzyć frontalnie na Sokołówkę, 4 kompania od południa, a 2 kompania i 3 kompania por. Wiktora Ziółkowskiego miały maszerować lasami i wejść do miejscowości od wschodu. Szykujący się do natarcia Kozacy nie wystawili ubezpieczeń i 4 kompania ppor. Ferdynanda Pichlera zdołała niepostrzeżenie wejść do Sokołówki. Zaskoczona, stojąca już w kolumnach marszowych, 2 Brygada Kawalerii 8 DK poniosła duże straty od ognia broni maszynowej prowadzonego z niewielkiej odległości. Nie mogąc rozwinąć się, próbowała wycofać się do Mühlbach i tam przyjąć ugrupowanie bojowe. Tu wpadła pod ogień 2 i 3 kompanii, które zdążyły już zająć stanowiska. Kozacy zawrócili do centrum Sokołówki, gdzie w międzyczasie dotarła także 1/51 pp. W krzyżowym ogniu czterech polskich kompanii, sowiecka brygada została zdziesiątkowana i przejściowo utraciła zdolność bojową. Poległ dowódca tej brygady.
Ofensywa jesienna
W związku z rozgromieniem w Bitwie Warszawskiej wojsk sowieckich i ich odwrotem, pułk otrzymał nowe zadanie zajęcia Brykonia, Kosteniowa i Biłki w powiecie przemyślańskim, jako stanowisk wyjściowych do natarcia.
2 września II/51 pp z Wołkowa uderzył na Brykoń, a III batalion na Kosteniów i Biłkę. Po całodziennym uporczywym boju miejscowości zostały zdobyte. Następnego dnia II batalion zajął las Obręczówkę i Czarną Karczmę. Miejscowości te utrzymał do 13 września, po czym został zluzowany przez oddziały 4 Dywizji Piechoty. Jeszcze w tym dniu nocą wymaszerował przez Strzeliska pod Fragę. Zluzowane wcześniej 52. i 53. pułki piechoty toczyły już walkę w rejonie Putiatyńce – Psary – Bieńkowce.
51 pułk otrzymał zadanie rozbicia nieprzyjaciela w rejonie Łysej Góry i zdobycia Podgrodzia.
14 września ogólną ofensywę rozpoczęła polska 6 Armia. Rano o 5.00 XXIV Brygada Piechoty w składzie 51. i 54 pułk piechoty z rejonu Fraga – Podborze uderzyła na Podkamień – Podgrodzie; akcję tę wspierały baterie I/12 pap, ostrzeliwując klasztor Fragę i Łysą Górę, a baterie II dywizjonu Podkamień i Podgrodzie. W tym dniu 51 pułk piechoty Strzelców Kresowych uderzył na Łysą Górę oraz Fragę i opanował je. Działania piechoty wspierała bateria 12 pułku artylerii polowej, niszcząc „ogniem na wprost” stanowiska sowieckiej broni maszynowej. 5 i 7 kompanie pułku obsadziły klasztor na Łysej Górze i stąd ostrzeliwały cofające się na Świrz kolumny czerwonoarmistów.
O świcie 15 września zaatakowali Sowieci. Pod osłoną gęstej porannej mgły, bez przygotowania artyleryjskiego, uderzyli na stanowiska zajmowane przez II batalion 51 pp. Zaskoczony polski pododdział wycofał się. Zareagował dowódca pułku mjr Roman Witorzeniec, wprowadzając do walki odwodową 6 kompanię. Wtedy już II batalion całością sił, wspierany skutecznie przez baterie artylerii 12 pap, przeszedł do kontrataku. Po południu Polacy odzyskali utracone pozycje i z powodzeniem odparli szarżę sowieckiej kawalerii. Wieczorem 51 pp sforsował Gniłą Lipę i uchwycił przyczółek na wschodnim brzegu.
16 września pułk odrzucił oddziały sowieckiej 41 Dywizji Strzelców pod Podwinem i Kutcami i tym samym umożliwił macierzystej brygadzie zdobycie Rohatyna. Pod Dubryniowem pułk wyparł nieprzyjaciela i przez Górę Piaseczną dotarł wieczorem do Wólki. W ciągu nocy rozbito pod Pawłowem nieprzyjacielski oddział, maszerujący pod Rohaczyn, a rano 17 września pułk wkroczył do Brzeżan.
Prowadząc dalej działania manewrowe pułk utworzył „batalion pościgowy” pod dowództwem ppor. Wójcika w składzie 2., 5., 12. kompanii strzeleckich i 6 kompanii ciężkich karabinów maszynowych oraz 37 mm armatki. Po zluzowaniu batalionu z 54 pp, batalion ppor. Wójcika uderzył w okolicach Starynia nieprzyjacielską piechotę i kozaków Bajłowa. Wzięto kilkunastu jeńców, cały tabor bojowy, kilka kuchni polowych i kilkadziesiąt koni kawaleryjskich. Ostatni bój w tej wojnie pułk stoczył 21 września zdobywając Podwołoczyska.
Po zawarciu rozejmu pułk od 14 grudnia 1920 pełnił służbę na linii demarkacyjnej, pomiędzy Suchowcami i Rybczą (na północny wschód od Zbaraża). Od końca marca 1921 do czasu utworzenia Straży Granicznej pełnił służbę graniczną w rejonie Szumska.
4 kwietnia 1921 pułk odmaszerował znad granicy. Jego bataliony czasowo kwaterowały w różnych miejscowościach. W grudniu 1921 cały pułk przeszedł na stałe do Brzeżan, a jego pododdziały zostały zakwaterowane w koszarach im. gen. Henryka Dąbrowskiego.

### Bilans walk
Za bohaterstwo w walce Krzyżami Srebrnymi Orderu Wojennego Virtuti Militari V klasy odznaczonych zostało 31 żołnierzy pułku, a Krzyżami Walecznych 48 oficerów i 68 szeregowych. W czasie walk pułk wziął do niewoli przeszło 4000 jeńców, zdobył kilka tysięcy karabinów, ponad 120 karabinów maszynowych, 13 dział polowych, 2 działa ciężkie, 1 pociąg pancerny, kilkaset koni, wozy z amunicją, samochody oraz wiele innego sprzętu wojennego.

### Kawalerowie Virtuti Militari
| Odznaczeni Krzyżem Srebrnym Orderu Wojskowego Virtuti Militari za wojnę 1918–1920 | Odznaczeni Krzyżem Srebrnym Orderu Wojskowego Virtuti Militari za wojnę 1918–1920 | Odznaczeni Krzyżem Srebrnym Orderu Wojskowego Virtuti Militari za wojnę 1918–1920 |
| --------------------------------------------------------------------------------- | --------------------------------------------------------------------------------- | --------------------------------------------------------------------------------- |
| szer. Jan Baraniecki                                                              | płk SG dr Marian Kukiel                                                           | kpt. Lucjan Trzebiński                                                            |
| st. sierż. Marian Bieder                                                          | st. szer. Mieczysław Kunicki                                                      | kpr. Jan Trzepla                                                                  |
| kpr. Stanisław Chabera                                                            | kpr. Augustyn Landowski                                                           | mjr Wojciech Tyczyński                                                            |
| plut. Stanisław Dudka                                                             | ppłk Mieczysław Linde                                                             | ppłk Roman Witorzeniec                                                            |
| mjr Marian Faff                                                                   | kpr. Wojciech Łosik                                                               | plut. Edward Wolski                                                               |
| plut. Jan Grobelny                                                                | ś.p. ppor. Jerzy Machniak                                                         | ppor. Wojciech Wójcik                                                             |
| kpr. Józef Hadzicki                                                               | szer. Michał Robak                                                                | st. szer. Jan Wójt                                                                |
| ppor. Edward Kaczor                                                               | mjr Artur Sadowiński                                                              | por. Józef Zawadzki                                                               |
| szer. Władysław Klima                                                             | plut. Aleksander Skoczek                                                          | szer. Józef Zieliński                                                             |
| szer. Stanisław Krzemień                                                          | por. Józef Skrzypczyński                                                          | ppor. Wiktor Ziółkowski                                                           |
|                                                                                   | ś.p. ppor. Alojzy Stupka                                                          |                                                                                   |

## Pułk w okresie pokoju

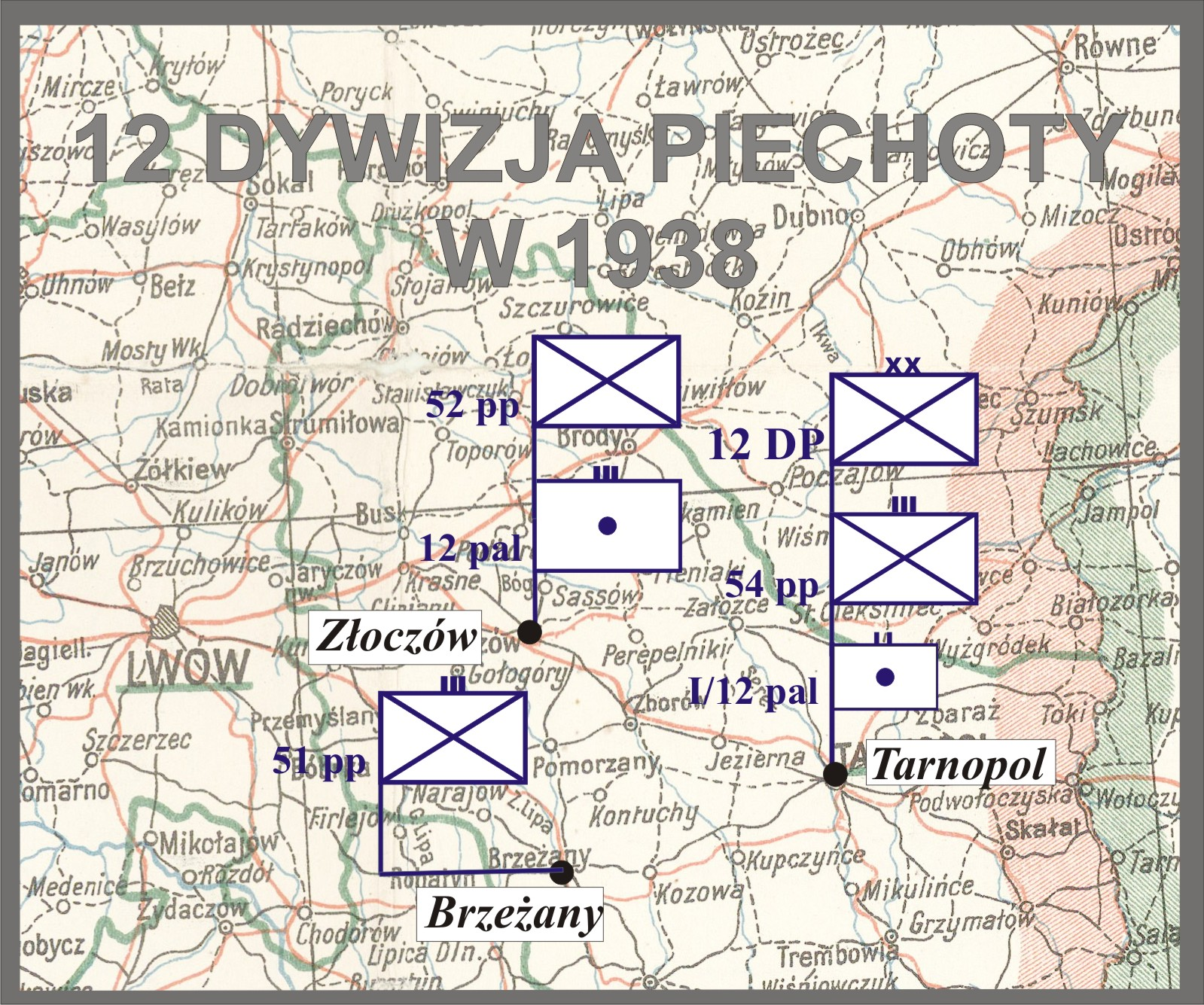
12 Dywizja Piechoty w 1938

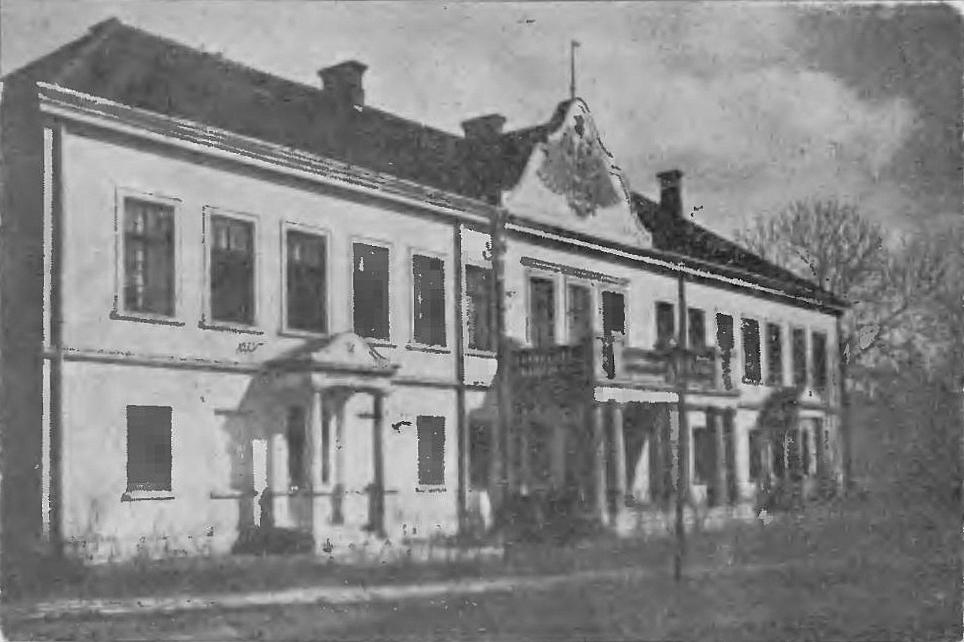
Budynek pułku w Brzeżanach

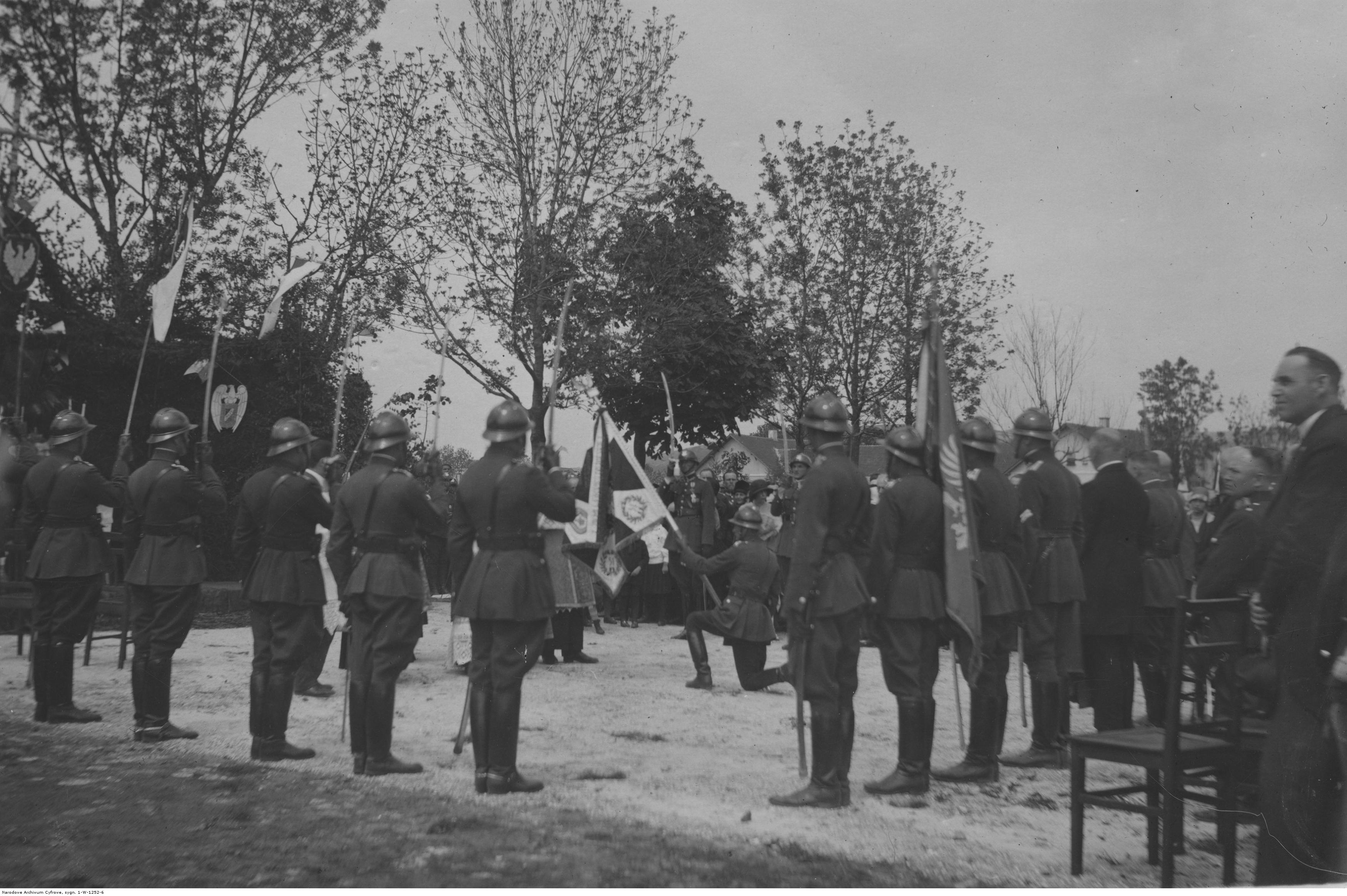
Święto 51 pp w Brzeżanach 27 maja 1928 – ks. prałat Tadeusz Jachimowski poświęca sztandar pułku

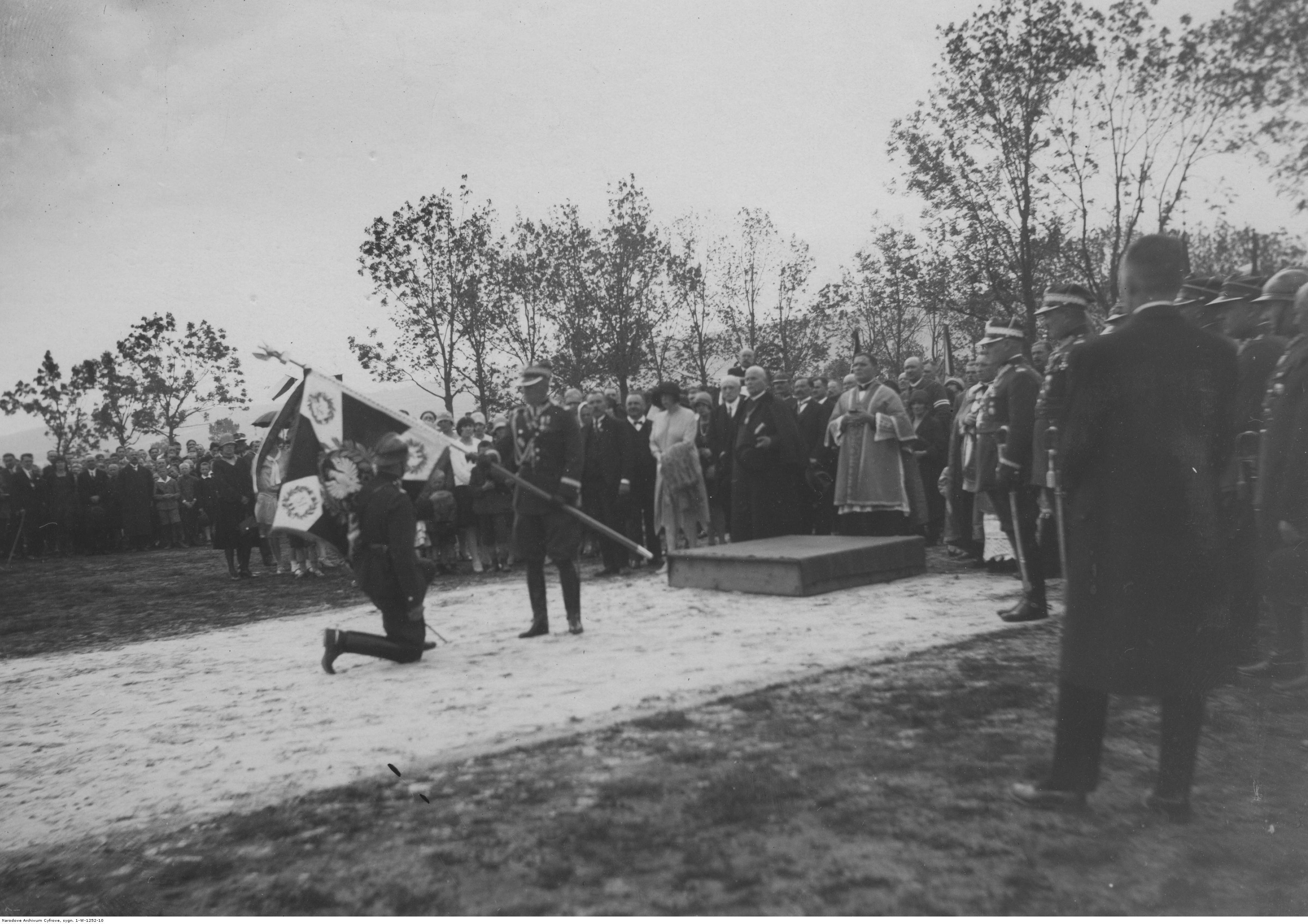
Gen. Edward Rydz-Śmigły wręcza sztandar dowódcy 51 pp płk Eugeniuszowi Zabawskiemu

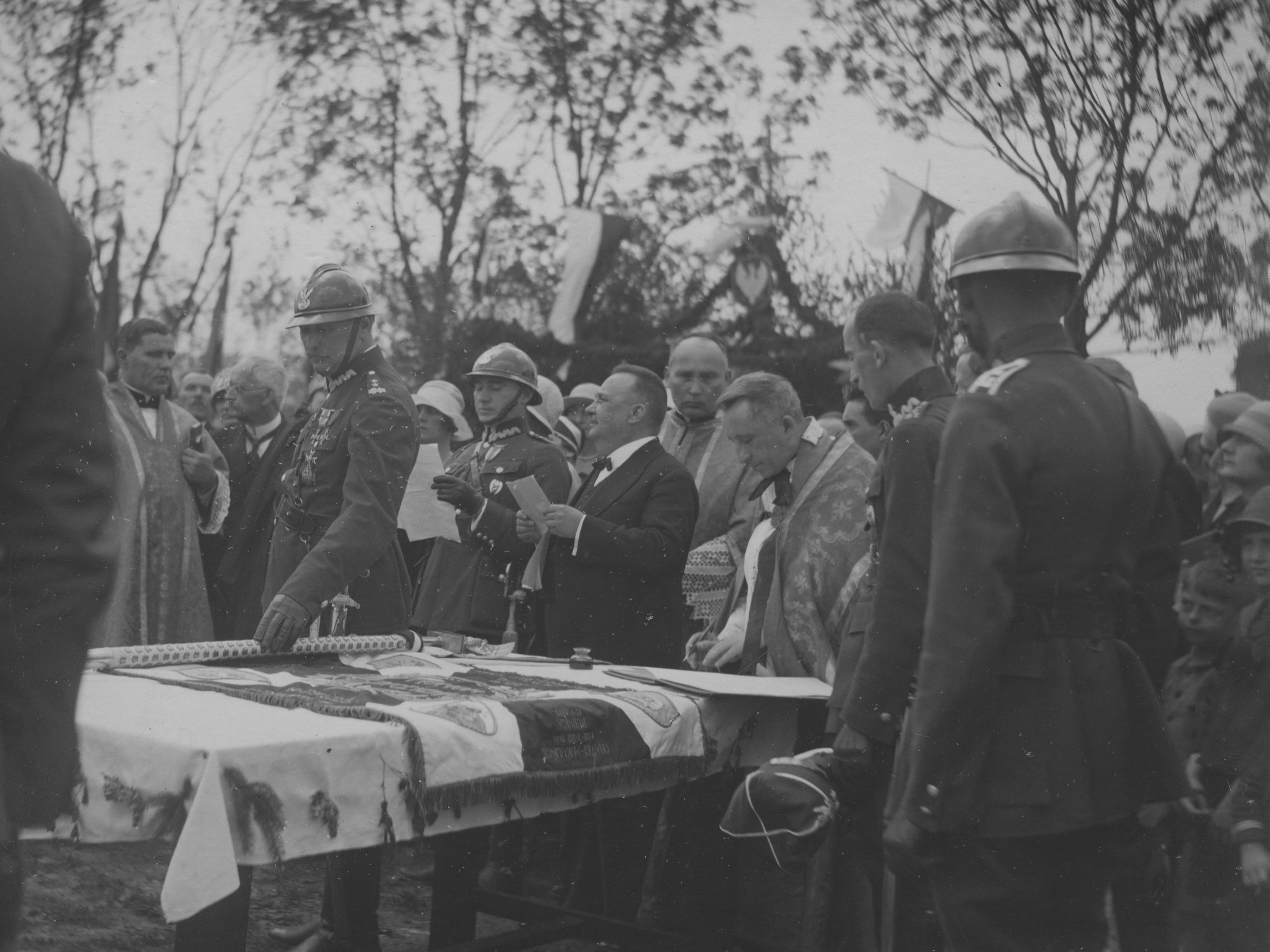
Przedstawiciele duchowieństwa, władz i wojska przy wbijaniu gwoździ w drzewce sztandaru 51 pp

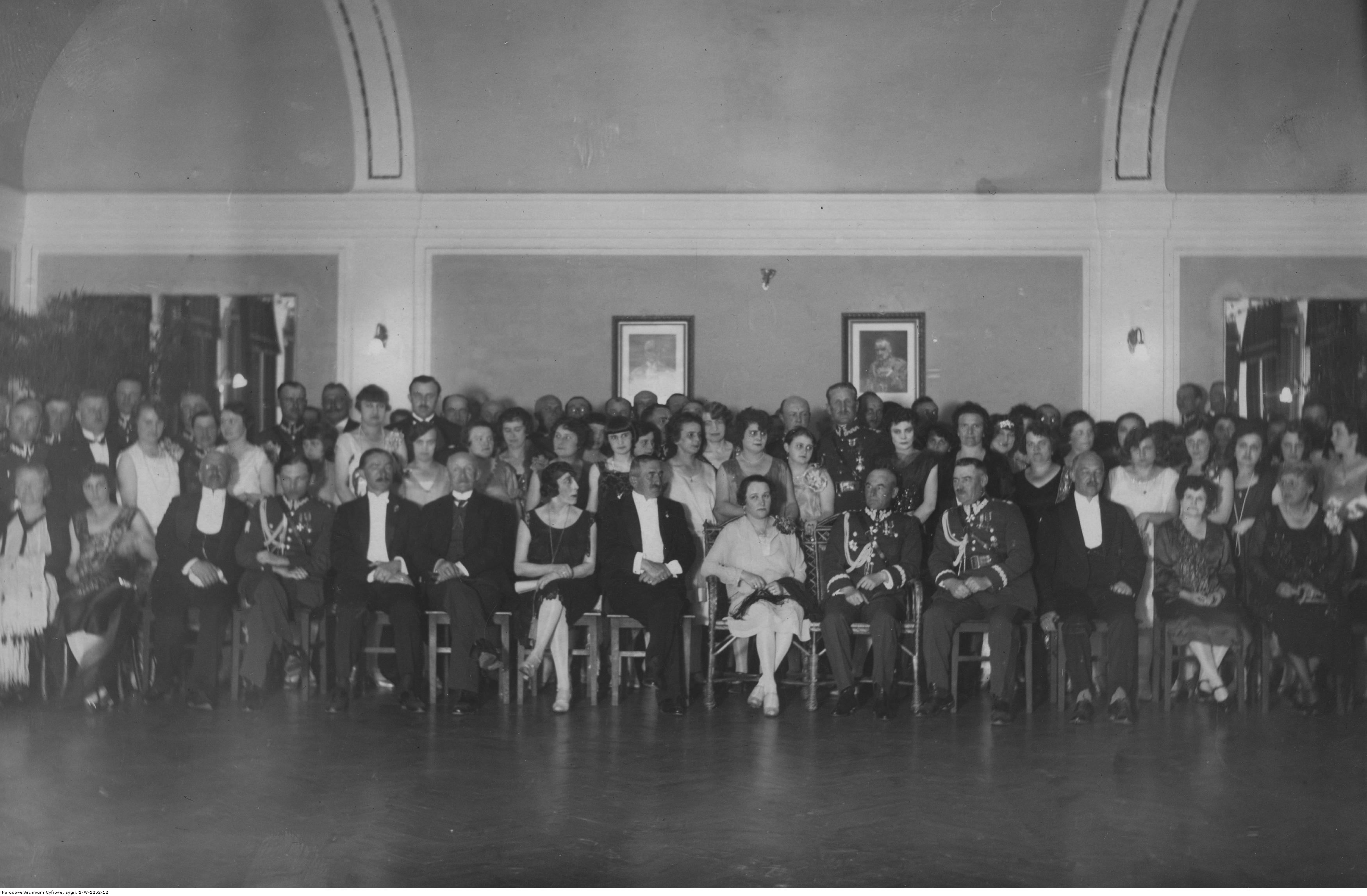
Uczestnicy rautu wydanego przez korpus oficerski 51 pp z okazji święta pułkowego 27 maja 1928

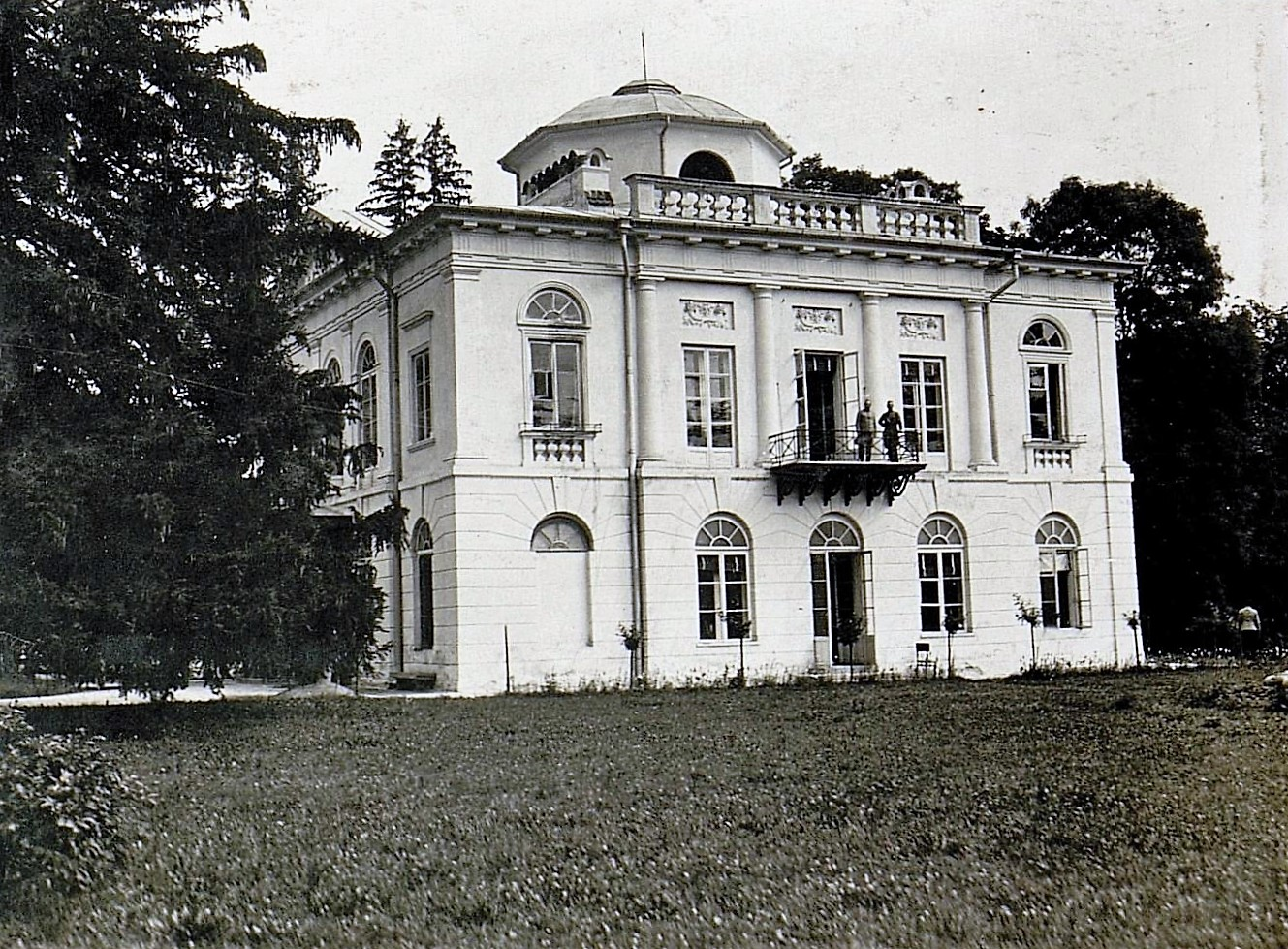
Pałac w Raju

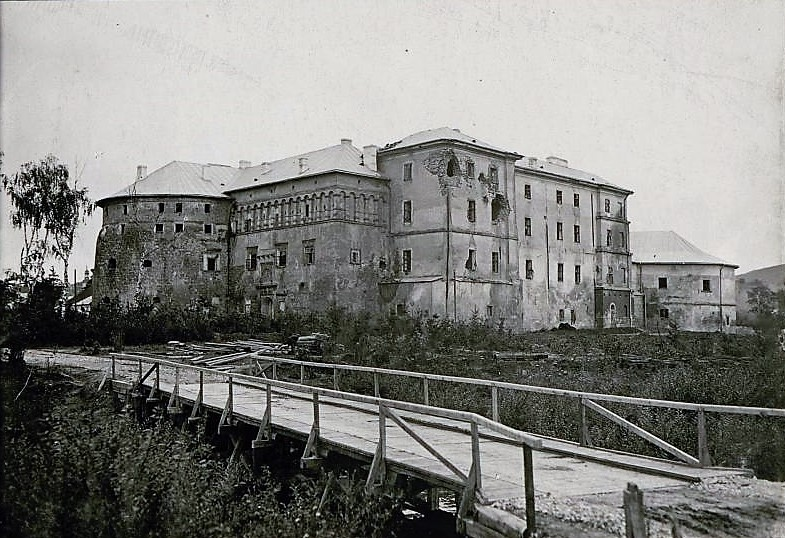
Zamek w Brzeżanach

Od 14 grudnia 1920 roku pułk pełnił służbę na linii demarkacyjnej, na północny wschód od Zbaraża. Po podpisaniu układu pokojowego obsadził granicę na odcinku od Białozórki – Szumsk. W kwietniu 1921 przekazał pozycje oddziałom Straży Granicznej i dyslokował się do Zbaraża. W lipcu przeszedł do Czortkowa. Stamtąd jego I batalion skierowano do Trembowli, II do Zaleszczyk, a III jako „kompania demonstracyjna” odszedł do Lwowa. W grudniu wszystkie pododdziały przeszły do Brzeżan i rozlokowały się w koszarach Henryka Dąbrowskiego. Batalion zapasowy w Czortkowie.
Warunki bytowe w garnizonie nie należały do najkorzystniejszych. Niewielki budżet wojska, brak pomieszczeń socjalnych i placów ćwiczeń utrudniały codzienną działalność służbową i szkoleniową. Mimo to duży nacisk położono na szkolenie fizyczne. W zawodach sportowych w latach 1923–1928 pułk zdobył 8 pierwszych, 17 drugich i 14 trzecich miejsc w Okręgu Korpusu VI Lwów. W latach dwudziestych we wszystkich kompaniach zorganizowane były drużyny koszykówki i siatkówki. W latach trzydziestych organizowano zawody związane z wyszkoleniem wojskowym. Podstawowe konkurencje to: gimnastyka, boks, biegi na dystansach 100 i 200 metrów oraz 3 i 10 kilometrów, skok wzwyż i w dal, pływanie na 100 m oraz strzelanie z karabinu na odległość 100 i 300 m. W latach 1930–1938 pułk zdobył sportowy proporzec przechodni dla najlepszej jednostki dywizji pięciokrotnie, w tym kolejno przez trzy lata. Zgodnie z regulaminem zawodów proporzec przeszedł na własność pułku.
Pułk był też animatorem działań społeczno-kulturalnych na terenie garnizonu. Organizowano kursy dokształcające dla analfabetów i półanalfabetów. Prężnie działało koło teatralne podoficerów. Biblioteki pułkowe liczyły kilka tysięcy tomów. Kasyno oficerskie było miejscem spotkań miejscowej inteligencji, jak i okolicznych ziemian. Celem upamiętnienia walk o niepodległość Polski założono „Złotą Księgę”. Wpisywano do niej nazwiska żołnierzy, którzy swoją bohaterską postawą przyczynili się do zwycięstwa. W 1937 roku wybudowany został Dom Żołnierza przy ul. Pierackiego.
Ważnym elementem krzewienia patriotyzmu na kresach były uroczystości rocznicowe. Hucznie obchodzono święta państwowe i święto pułku. W 1933 roku na terenie koszar wybudowano pomnik ku czci żołnierzy 51 pp poległych w walkach o wolność i granice Rzeczypospolitej w latach 1918–1921. W Brzeżanach działało Stowarzyszenie „Rodzina Wojskowa” i Związek Legionistów Polskich.
Szkolenie pułku odbywało się na terenach należących wcześniej do Jakuba hr. Potockiego. Zapisał on notarialnie przyległe do koszar pułku ziemie wojsku. Do 1931 siedzibą pułkowej szkoły podoficerskiej był pałac w Raju użyczony także przez Jakuba Potockiego. W czerwcu 1933 pułk otrzymał w darze od Potockich zamek Sieniawskich w Brzeżanach. W przyzamkowym kościele Świętej Trójcy, tzw. kaplicy Sieniawskich, kapelan pułku odprawiał nabożeństwa.
Na podstawie rozkazu wykonawczego Ministerstwa Spraw Wojskowych do Departamentu Piechoty o wprowadzeniu organizacji piechoty na stopie pokojowej PS 10-50 z 1930 roku, w Wojsku Polskim wprowadzono trzy typy pułków piechoty. 51 pułk piechoty zaliczony został do typu I pułków piechoty (tzw. „normalnych”). W każdym roku otrzymywał około 610 rekrutów. Stan osobowy pułku wynosił 56 oficerów oraz 1500 podoficerów i szeregowców. W okresie zimowym posiadał batalion starszego rocznika, batalion szkolny i skadrowany, w okresie letnim zaś batalion starszego rocznika i dwa bataliony poborowych. W czasie pokoju pułk składał się z dowództwa, kwatermistrzostwa z kompanią administracyjną, plutonu łączności, plutonu artylerii, plutonu pionierów i plutonu zwiadu. Pododdziałami bojowymi były trzy bataliony, liczące po trzy kompanie piechoty i jedną kompanię CKM.
| Obsada personalna i struktura organizacyjna w marcu 1939 | Obsada personalna i struktura organizacyjna w marcu 1939 | Obsada personalna i struktura organizacyjna w marcu 1939 |
| Stanowisko                                               | Stopień imię i nazwisko                                  | Przydział w IX 1939                                      |
| Dowództwo pułku                                          | Dowództwo pułku                                          | Dowództwo pułku                                          |
| -------------------------------------------------------- | -------------------------------------------------------- | -------------------------------------------------------- |
| dowódca pułku                                            | ppłk August Emil Fieldorf                                | dowódca 51 pp                                            |
| I zastępca dowódcy                                       | ppłk Zygmunt Semerga                                     | dowódca 216 pułku strzelców                              |
| adiutant                                                 | kpt. adm. (piech.) Marian Krupnicki                      |                                                          |
| starszy lekarz                                           | mjr dr Sylwian Łypek                                     |                                                          |
| młodszy lekarz                                           | ppor. lek. Jarosław Kowalski                             |                                                          |
| oficer placu Brzeżany                                    | kpt. adm. (piech.) Sylwester Rojna                       |                                                          |
| II zastępca dowódcy (kwatermistrz)                       | mjr Mieczysław Kazimierz Sanak                           |                                                          |
| oficer mobilizacyjny                                     | mjr adm. (piech.) Jan Wiktor Weber                       |                                                          |
| zastępca oficera mobilizacyjnego                         | kpt. adm. (piech.) Wincenty Wojtan                       |                                                          |
| oficer administracyjno-materiałowy                       | kpt. Jerzy Józef Wsolak                                  | kwatermistrz 51 pp                                       |
| oficer gospodarczy                                       | kpt. int. Zygmunt I Lubelski                             | oficer płatnik                                           |
| oficer żywnościowy                                       | por. Jan Krzywonos                                       |                                                          |
| oficer taborowy                                          | kpt. tab. Adolf Weigel                                   | dowódca kgosp.                                           |
| kapelmistrz                                              | kpt. adm. (kapelm) Julian Rossa                          |                                                          |
| dowódca plutonu łączności                                | kpt. Stefan Krzywiak                                     | I adiutant                                               |
| dowódca plutonu pionierów                                | por. Henryk Bronisław Jan Link                           |                                                          |
| dowódca plutonu artylerii piechoty                       | kpt. Józef Werka                                         | dowódca plutonu artylerii                                |
| dowódca plutonu ppanc.                                   | ppor. Paweł Jan Spychalski                               | dowódca kppanc                                           |
| dowódca oddziału zwiadu                                  | por. Jan Ludwik Salwierz                                 | dowódca kompanii zwiadu                                  |
| I batalion                                               |                                                          |                                                          |
| dowódca batalionu                                        | ppłk Bronisław Popłatek                                  |                                                          |
| dowódca 1 kompanii                                       | kpt. Władysław Garwoliński                               | dowódca 1/51 pp                                          |
| dowódca plutonu                                          | ppor. Włodzimiera Jerzy Miłkowski                        |                                                          |
| dowódca 2 kompanii                                       | kpt. Zygmunt Józef Ponikowski                            | dowódca 2/51 pp                                          |
| dowódca plutonu                                          | ppor. Mieczysław Jędruszczak                             |                                                          |
| dowódca 3 kompanii                                       | kpt. Zygmunt Julian Neugebauer                           |                                                          |
| dowódca plutonu                                          | por. Ludwik Czernek                                      |                                                          |
| dowódca plutonu                                          | ppor. Władysław Drelicharz                               | oficer informacyjny 51 pp                                |
| dowódca 1 kompanii km                                    | por. Stanisław Mrotek                                    | dowódca 1 km/ 51 pp                                      |
| dowódca plutonu                                          | ppor. Józef Kowalczuk                                    |                                                          |
| II batalion                                              |                                                          |                                                          |
| dowódca batalionu                                        | mjr Feliks Pałosz                                        | dowódca II/51 pp                                         |
| dowódca 4 kompanii                                       | mjr Józef Załęski                                        |                                                          |
| dowódca plutonu                                          | ppor. Franciszek Antoni Karpina                          |                                                          |
| dowódca plutonu                                          | ppor. Adam Ludwik Müller                                 |                                                          |
| dowódca 5 kompanii                                       | por. Józef Stachura                                      |                                                          |
| dowódca plutonu                                          | ppor. Zenon Czaykowski                                   |                                                          |
| dowódca 6 kompanii                                       | kpt. Henryk Duda                                         |                                                          |
| dowódca plutonu                                          | ppor. Zygmunt Bolesław Ostrowski                         |                                                          |
| dowódca 2 kompanii km                                    | kpt. Henryk Tadeusz Narożański                           |                                                          |
| dowódca plutonu                                          | por. Zdzisław Marian Manasterski                         |                                                          |
| dowódca plutonu                                          | ppor. Walenty Walecki                                    |                                                          |
| III batalion                                             |                                                          |                                                          |
| dowódca batalionu                                        | mjr Aleksander Franciszek Lubik                          |                                                          |
| dowódca 7 kompanii                                       | kpt. Wiktor Konrad Lorenczuk                             |                                                          |
| dowódca plutonu                                          | ppor. Roman Władysław Szajta                             |                                                          |
| dowódca 8 kompanii                                       | kpt. Władysław Franciszek Gładysz                        |                                                          |
| dowódca plutonu                                          | por. Józef Władysław Kaczorowski                         |                                                          |
| dowódca plutonu                                          | ppor. Wacław Winkler                                     |                                                          |
| dowódca 9 kompanii                                       | por. Leopold Jakub Jakobsche                             | dowódca 9/51 pp                                          |
| dowódca plutonu                                          | ppor. Zdzisław Stefan Pstrąg                             |                                                          |
| dowódca 3 kompanii km                                    | kpt. Roman Michał Sidorko                                |                                                          |
| dowódca plutonu                                          | por. Zygmunt Jakub Wasilkowski                           |                                                          |
| Kursy                                                    | por. Edmund Medecki                                      |                                                          |
| Kursy                                                    | por. Witold Ratyński                                     |                                                          |
| Kursy                                                    | ppor. Kazimierz Zbigniew Szmid                           |                                                          |
| 51 obwód przysposobienia wojskowego „Brzeżany”           |                                                          |                                                          |
| kmdt obwodowy PW                                         | kpt. adm. Adam Będzikowski                               |                                                          |
| kmdt powiatowy PW Brzeżany                               | kpt. piech. Włodzimierz Wasilkowski                      |                                                          |
| kmdt powiatowy PW Podhajce                               | kpt. piech. Bronisław Jaworski                           |                                                          |
| kmdt powiatowy PW Rohatyn                                | kpt. piech. Antoni Bizior                                |                                                          |
| kmdt powiatowy PW Przemyślany                            | kpt. adm. (piech.) Mikołaj Jezierski                     |                                                          |

## Pułk w wojnie obronnej 1939
27 sierpnia o 19:00 w pułku ogłoszono alarm. W nocy z 27 na 28 sierpnia pododdziały pułku przegrupowały się do wyznaczonych rejonów: I i II batalion piechoty przeszedł do m. Szybalin, III do m. Leśniki, a tabory zajęły rejon w okolicach m. Raj. Od 29 VIII do 2 IX prowadzono szkolenie, pogadanki i uzupełniano braki w oporządzeniu i sprzęcie. Brakowało m.in. hełmów, łopatek, radiostacji i uprzęży dla koni.
3 września z Brzeżan ruszyły transporty kolejowe w kierunku koncentracji Armii Prusy. Wyznaczono trasę przez Lwów – Przemyśl – Przeworsk – Rozwadów – Ostrowiec. Pierwszy odjechał batalion z komendantem transportu kpt. Garwolińskim,  po nim jedna kolumna taborów i o 13:45 transport z dowództwem pułku. Jeszcze tego samego dnia wyjechał II batalion. W godzinach nocnych  4 września ruszył  III batalion. Jako ostatni miał jechać pluton artylerii piechoty i kompania przeciwpancerna z plutonem ckm, wydzielonym z III batalionu do obrony przeciwlotniczej. Ten transport do pułku nigdy nie dotarł.
Na skutek silnych bombardowań linii kolejowych eszelony ponosiły duże straty. Transport z dowództwem 51 pp był dwukrotnie bombardowany. Działania nieprzyjacielskiego lotnictwa powodowały opóźnienia w marszu.

Dowódca pułku ppłk Fieldorf tak opisuje sytuację: 

dnia 4 września koło godz. 12:00 zbliżył się do transportu nalot 9-ciu bombowców niemieckich. Pociąg został zatrzymany. Walka trwała około 1 godz. Samoloty jeszcze dwukrotnie nawracały. Wywiązała się walka. Wynik: 1 oficer ciężko ranny, 2 wagony przewrócone, tor zerwany. Opóźnienie trwało około 8 godzin. Dnia 5 IX również około południa drugi nalot jednego bombowca. Pociągu nie zatrzymano. Lotnik 3 razy napadał, ale ani od bomb, ani ognia maszynowego strat nie było. Obrona przeciwlotnicza własna (ckm) uszkodziła samolot, który w nienaturalnym ruchu opadł.

Wyładowanie transportów nastąpiło na wschód od Skarżyska-Kamiennej. Stąd pododdziały pieszo podchodziły do wyznaczonych miejsc koncentracji.
Na stanowiskach obronnych
Między Pilicą a Wisłą koncentrowała się Grupa Operacyjna gen. Stanisława Skwarczyńskiego w składzie trzech dywizji: w rejonie Końskie 36 DP, zaś w rejonie Skarżyska i Starachowic 3 i 12 DP. Wieczorem 5 września w Skarżysku dowódca 51 pp otrzymał pierwsze rozkazy bojowe. I/51 pp został skierowany na Odrowąż; do pułku przydzielony został również batalion 54 pp mjr. Gutowskiego i dywizjon artylerii 12 pal.
6 września około godziny 24:00 na prowizorycznej rampie na stacji Wąchock wyładował się III batalion, który przez Parszów, Skarżysko-Kamienną przegrupował się do lasów nieopodal m. Bzinek. Tego samego dnia Naczelny Wódz podjął decyzję o bezzwłocznym odwrocie Armii Prusy za środkową Wisłę, ponieważ jednostkom zgrupowanym w rejonie Końskie – Skarżysko groziło odcięcie od mostów na Wiśle i zniszczenie.
7 września jednostki zajmowały stanowiska na linii Bliżyn – Parszów w rejonie Skarżyska. 51 pp otrzymał zadanie zamknięcia siłami I batalionu szosy prowadzącej do Odrowąża, III batalion zamykał pod Rejowem drogi leśne, a II batalion pozostał w odwodzie na południe od Skarżyska-Kamiennej. Około godziny 15:00 oddziały otrzymały rozkaz bojowy do nocnego przegrupowania w okolice lasu starachowickiego, na południe od Iłży. Oddziały doszły do wyznaczonych stanowisk około południa 8 września. Dla 51 pp (bez III batalionu) rejon postoju obronnego wyznaczono na południe od m. Ostróżka. III batalion rozlokowano w rejonie gajówki Łazy, jako odwód dowódcy dywizji, a tabory zostały w okolicy m. Lipie.
Walki w okrążeniu
8 września dywizje niemieckie odcięły drogę odwrotu jednostkom polskim. 12 Dywizja Piechoty była otoczona i zachodziła konieczność wyjścia z okrążenia poprzez natarcie. 51 pp znalazł się w pierwszym rzucie kolumny południowej płk. dypl. Seweryna Łańcuckiego, która miała rozpocząć ruch ze skraju lasu pod dworem Borsuki w kierunku na Rzechów i Michałów w nocy z 8 na 9 września. Stało się to jednak niemożliwe, ponieważ 51 pp jako siła główna kolumny nie dołączył do niej z powodu zatarasowanych dróg i duktów przez objęte paniką tabory. W rejon Borsuk po godzinie 16:00 przybył dowódca 51 pp z I batalionem, natomiast pozostałe siły pułku szły w kolumnie wzdłuż dróg leśnych. Jako ariergarda maszerował II batalion z 6/12 pal. Jednym z pierwszych, który uderzył na wroga, był I batalion wraz z dowódcą pułku. Natarciem opanowano m. Dąbrowa, następnie zdobyto szturmem las Aleksandrów. Gdy pierwszorzutowe bataliony wyszły na rubież Prądocin – Rzechów, zostały zaatakowane przez Niemców. I batalion 51 pp został całkowicie rozbity, a rozproszone resztki batalionu wycofały się do lasu.

Ppłk Fieldorf tak opisał te wydarzenia:

Natychmiast po zameldowaniu się, otrzymałem rozkaz przesunięcia pułku w kierunku południowo-wschodnim i odesłania baonu mjr. Gutowskiego do rejonu Pastwisk do dyspozycji d-cy 54 pp. W drodze miałem otrzymać szczegółowe rozkazy do natarcia. Pośpiech był konieczny, więc przez radio przekazałem rozkaz do pułku, a następnie wyjechałem naprzeciw maszerującej kolumny. Spotkałem pułk w marszu. Baon mjr. Gutowskiego odszedł. W drodze, na skrzyżowaniu drogi leśnej z szosą, otrzymałem rozkaz pozostawienia taborów i marszu na podstawę wyjściową z 1/51 pp, biedkami ckm i wozami amunicji. II/51 pp plus działka ppanc. miał przejść do odwodu 12 DP i po jej przemarszu dołączyć do mnie. Natarcie to miało zdecydować o przebiciu się 12 DP przez oddziały niemieckie. Przede mną miał nacierać 52 pp, na lewo od niego Grupa płk. Kowalczewskiego oraz baon 54 pp mjr. Gutowskiego i 111/51 pp mjr. Rottera. Ja miałem pójść w ślad za 52 pp i w oparciu o las na północny wschód od m. Dąbrówka miałem przejąć służbę straży tylnej odchodzącej 12 DP. Wtedy miał dołączyć do mnie 11/51 pp, z którym miałem się wycofać na końcu, w ślad za 12 DP. […]  Przed świtem zameldowałem się z baonem u płk. Łańcuckiego, od którego otrzymałem rozkaz bezzwłocznego i szybkiego ruszenia do natarcia[…] Mimo ogromnego zmęczenia, żołnierze podnieceni, z radością szli do walki, zachowując wzorowy porządek i karność.[…]  Na widok Niemców za wsią-pod lasem - baon z okrzykiem „hurra” szedł bez przerwy aż do zajęcia lasu. Baon wszedł w las i w silnym już ogniu artylerii npla skoncentrowanym z 3 stron […] natarcie zostało załamane.

9 września o godzinie 10:00 wycofały się rozbite oddziały kolumny północnej, a panika przeniosła się również na oddziały kolumny południowej, w tym na II batalion 51 pp, który nie brał udziału w natarciu. Oddziały zbierały się przy swoich taborach, stojących na drogach i duktach w rejonie wioski leśnej Piotrowe Pole.
Rozwiązanie pułku
O godzinie 15:30 zarządzono odprawę dowódców pułków, batalionów i dywizjonów, na której uznano, że pododdziały utraciły zdolność do dalszej walki. Wobec zaistniałej sytuacji, dowódca 51 pp ppłk August Emil Fieldorf zorganizował dla oficerów pułku odprawę, na której zdecydowano o przebijaniu się małymi grupkami na wschodni brzeg Wisły.

Dowódca pułku powiedział: dywizja rozwiązana. Resztki pułku mają się przebijać grupkami po 8-10 żołnierzy pod dowództwem oficerów względnie podoficerów na wschodni brzeg Wisły. Tabory pozostawić, konie wyprząc, pieniądze dowódcy baonów rozdzielą pomiędzy oficerów i szeregowych, resztę zabrać. Przebijać się z bronią, nie ma niewoli.
Straty 51 pp w kampanii wrześniowej ocenione zostały na 70% stanu osobowego.
| Struktura organizacyjna i obsada personalna we wrześniu 1939 | Struktura organizacyjna i obsada personalna we wrześniu 1939 | Struktura organizacyjna i obsada personalna we wrześniu 1939 |
| Stanowisko                                                   | Stopień imię i nazwisko                                      | Dalsze losy                                                  |
| Dowództwo                                                    | Dowództwo                                                    | Dowództwo                                                    |
| ------------------------------------------------------------ | ------------------------------------------------------------ | ------------------------------------------------------------ |
| dowódca pułku                                                | ppłk August Emil Fieldorf                                    |                                                              |
| I adiutant                                                   | kpt. Stefan Krzywiak                                         | w Armii Krajowej                                             |
| II adiutant                                                  | ppor. rez. Antoni Jakubiec                                   | ciężko ranny 4 IX                                            |
| oficer informacyjny                                          | ppor. piech. Władysław Drelicharz                            |                                                              |
| kwatermistrz                                                 | kpt. Jerzy Józef Wsolak                                      |                                                              |
| oficer płatnik                                               | kpt. Zygmunt Lubelski                                        |                                                              |
| naczelny lekarz                                              | mjr dr med. Sylwin Łypek                                     |                                                              |
| kapelan                                                      | ks. Franciszek Żelichowski                                   |                                                              |
| kapelmistrz                                                  | kpt. Julian Rosse                                            |                                                              |
| dowódca kompanii gospodarczej                                | kpt. Adolf Weigel                                            |                                                              |
| I batalion                                                   |                                                              |                                                              |
| dowódca batalionu                                            | kpt. Marian Michał Krupnicki                                 |                                                              |
| dowódca 1 kompanii strzeleckiej                              | kpt. Władysław Garwoliński                                   | w Armii Krajowej                                             |
| dowódca 2 kompanii strzeleckiej                              | kpt. Zygmunt Józef Ponikowski                                |                                                              |
| dowódca 3 kompanii strzeleckiej                              | por. Józef Stachura                                          |                                                              |
| dowódca 1 kompanii ckm                                       | por. Stanisław Mrotek                                        |                                                              |
| II batalion                                                  |                                                              |                                                              |
| dowódca batalionu                                            | mjr Feliks Pałosz                                            |                                                              |
| dowódca 4 kompanii strzeleckiej                              | ppor. rez. Piotr Paweł Matylewicz                            | poległ 17 IX w Bilewie                                       |
| dowódca plutonu moździerzy                                   | plut. pchor. rez. Tadeusz Skupień                            |                                                              |
| III batalion                                                 |                                                              |                                                              |
| dowódca batalionu                                            | mjr Marcin Rotter                                            | w PSZ                                                        |
| adiutant                                                     | ppor. rez. Skołozdra                                         |                                                              |
| lekarz                                                       | ppor. rez. Józef Jabłoński                                   |                                                              |
| dowódca plutonu łączności                                    | ppor. rez. Ptlaum                                            | ciężko ranny 8 IX                                            |
| dowódca 7 kompanii strzeleckiej                              | por. Józef Znicz Kaczorowski                                 |                                                              |
| dowódca plutonu                                              | ppor. Zygfryd Szynalski                                      | w Armii Krajowej                                             |
| dowódca plutonu                                              | ppor. Marian Niżankowski                                     |                                                              |
| dowódca 8 kompanii strzeleckiej                              | por. Julian Langer                                           | ranny 9 IX pod Rzechowem                                     |
| dowódca plutonu                                              | por. Wacław Winkler                                          |                                                              |
| dowódca plutonu                                              | sierż. pchor. rez. Jan Kogut                                 | ranny 9 IX                                                   |
| dowódca plutonu                                              | ppor. Mozes Wachtel                                          | ranny 9 IX                                                   |
| dowódca 9 kompanii strzeleckiej                              | por. Leopold Jakub Jakobsche                                 | poległ 2 IX                                                  |
| dowódca 3 kompanii ckm                                       | por. Zygmunt Jakub Wasilkowski                               | ranny 9 IX                                                   |
| dowódca plutonu                                              | ppor. rez. Mitis                                             |                                                              |
| dowódca plutonu                                              | ppor. rez. Tadeusz Kamiński                                  |                                                              |
| dowódca plutonu                                              | plut. pchor. rez. Bolesław Bratkowski                        |                                                              |
| Pododdziały specjalne                                        |                                                              |                                                              |
| dowódca kompanii zwiadu                                      | por. Jan Ludwik Salwierz                                     |                                                              |
| dowódca kompanii przeciwpancernej                            | ppor. Leon Spychalski                                        |                                                              |
| dowódca plutonu artylerii piechoty                           | kpt. Józef Werka                                             |                                                              |
| zastępca dowódcy artylerii piechoty                          | sierż. Stanisław Pacana                                      |                                                              |
| dowódca plutonu pionierów                                    | por. Stanisław Radajewicz                                    |                                                              |
| dowódca plutonu łączności                                    | por. Jan Seniuta                                             |                                                              |

## Symbole pułku

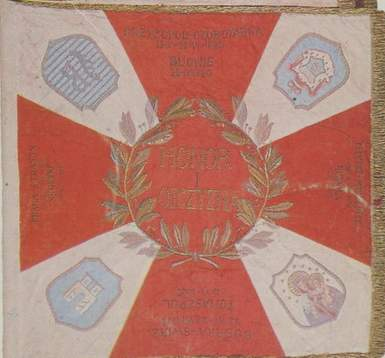
Strona lewa sztandaru

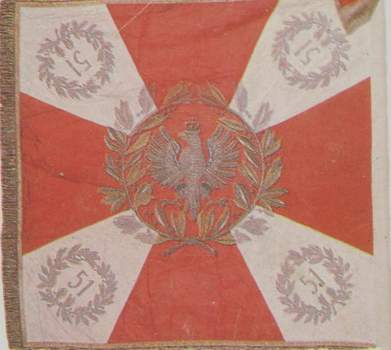
Strona prawa sztandaru

### Sztandar
Pierwszą chorągiew pułk otrzymał 13 lutego 1919 roku jeszcze na ziemi włoskiej od mieszkańców Mediolanu. Towarzyszyła pułkowi do 1928 roku.

Ponieważ chorągiew ta nie była przepisowa, w styczniu 1927 z inicjatywy Zofii Sawaszkiewiczowej i Heleny Topolnickiej zawiązał się Komitet Obywatelski, który postawił sobie za cel ufundowanie pułkowi nowego sztandaru. Projekt nowego sztandaru opracowała Zofia Sawaszkiewiczowa. Sztandar ufundowało społeczeństwo powiatów Brzeżany, Podhajce, Rohatyn.

Chorągiew wykonana została zgodnie z wzorem określonym w Ustawie z dnia 1 sierpnia 1919 roku o godle i barwach Rzeczypospolitej Polskiej, a 25 kwietnia 1928 roku Prezydent RP Ignacy Mościcki zatwierdził wzór lewej strony płachty chorągwi 51 pp.
 Po zatwierdzeniu jego wykonanie powierzono Zakładowi Opieki Najświętszej Panny Marii w Warszawie.

Głównym motywem sztandaru jest czerwony krzyż kawalerski na białym tle. Całość płatu dopełnia złota frędzla i hafty. Na prawej stronie, centralnie usytuowany srebrny orzeł i numery pułku pomiędzy ramionami krzyża. Godło państwowe i emblematy pułku w otokach z wieńców laurowych. Na lewej stronie, centralnie, w środku wieńca złoty napis HONOR I OJCZYZNA. Na ramionach krzyża nazwy miejscowości, gdzie pułk stoczył najcięższe walki i daty bojów. Pomiędzy ramionami krzyża, na białym tle, wizerunek Matki Boskiej i herby miast: Brzeżan, Podhajec i Rohatyna. Szczyt drzewca wieńczył orzeł metalowy, srebrzony, wsparty na tabliczce z numerem pułku.

28 maja 1928 roku, w Brzeżanach, gen. dyw. Edward Śmigły-Rydz wręczył chorągiew dowódcy pułku.
W 1939 starą chorągiew wraz z archiwum pułkowym zakopano pod podłogą w budynku dowództwa.

9 września, po bitwie pod Iłżą sztandar został zakopany w lesie koło Grabowca w leśniczówce Jeleniec. W grudniu 1939 adiutant pułku kpt. Krzywiak odkopał go. Płat sztandaru, szarfę i gwoździe zabrał ze sobą do Krakowa, a orła powtórnie zakopano w ogrodzie leśniczówki.
W Krakowie początkowo sztandar przechowywany był przez  Zofię Stefańską w jej mieszkaniu na Osiedlu Oficerskim przy ul. Bandurskiego 30. Na początku 1940 sztandar został powierzony Jadwidze Trzcińskiej zamieszkałej przy ul. Smoleńsk 26. Płat wszyty pod podszewkę makaty wisiał na ścianie do jesieni 1941. W listopadzie płk Fieldorf przekazał sztandar na przechowanie Zofii Misiołkównie, mieszkającej przy ul. Lubicz 32. Kolejnym miejscem ukrycia sztandaru było mieszkanie Jadwigi Bobrowskiej przy ul. Olszyny 8. W lipcu 1944. sztandar powierzono Leonardowi Świejkowskiemu, który, po zalutowaniu go w metalowej puszce, zakopał depozyt w ogrodzie posesji przy ul. Józefińskiej 23. Po zakończeniu wojny sztandar powrócił do mieszkania Zofii Misiołkównej.
W 1947 Stefan Krzywiak postanowił przekazać sztandar do zbiorów Muzeum Wojska Polskiego w Warszawie. Po powrocie ostatniego dowódcy 51 pp płk. Fieldorfa do kraju, Krzywiak zameldował mu o fakcie zdeponowania sztandaru. Fieldorf zaakceptował tę decyzję.

### Odznaka pamiątkowa
Głównym motywem odznaki był orzeł trzymający w szponach tarczę, na środku której na tle barw włoskich widniała nazwa pułku w kolorze żółtym. Na granatowym otoku było imię i nazwisko patrona oddziału. Odznaka żołnierska: jednoczęściowa, srebrzona, z tombaku, natomiast odznaka oficerska była dwuczęściowa, emaliowana ze złoceniami, z tombaku.

27 maja 1924 roku Minister Spraw Wojskowych, gen. dyw. Władysław Sikorski zatwierdził odznakę pamiątkową 51 pp.

23 kwietnia 1929 roku Minister Spraw Wojskowych, Marszałek Polski Józef Piłsudski zatwierdził regulamin odznaki pamiątkowej 51 pp.
Odznakę nadawał dowódca pułku, a wręczenie odbywało się w dniu święta pułkowego lub podczas zwalniania roczników do cywila. Prawo do otrzymania odznaki pamiątkowej przysługiwało:
- dowódcy pułku – z urzędu – z dniem objęcia stanowiska,
- żołnierzom nieskazitelnym honorowo, którzy w pułku brali udział przynajmniej w jednej bitwie lub odbyli służbę czynną minimum 12 miesięczną w czasie pokoju.

Honorowo nadawano też odznakę za wybitne zasługi dla pułku.

## Strzelcy kresowi
| Dowódcy pułku                             | Dowódcy pułku              | Dowódcy pułku                             |
| Stopień imię i nazwisko                   | Okres pełnienia służby     | Kolejne stanowisko                        |
| ----------------------------------------- | -------------------------- | ----------------------------------------- |
| ppłk Maurycy Darnault                     | IV – 14 X 1919             |                                           |
| płk Mieczysław Linde                      | 15 X 1919 – 14 III 1920    |                                           |
| mjr Artur Sadowiński                      | 15 III – 30 IV 1920        |                                           |
| płk SG dr Marian Kukiel                   | 1 V – 20 VI 1920           |                                           |
| ppłk Roman Witorzeniec                    | 21 VI 1920 – 13 III 1922   |                                           |
| ppłk / płk piech. Franciszek Goliński     | 1 VI 1922 – 23 XII 1927    | praktyka poborowa w PKU Kraśnik           |
| ppłk piech. Eugeniusz Zabawski            | 23 XII 1927 – 14 II 1929   | stan spoczynku z dniem 31 III 1929        |
| ppłk / płk piech. Stanisław Widacki       | od 14 II 1929 – 28 VI 1933 | stan spoczynku z dniem 31 VIII 1933       |
| ppłk dypl. piech. Jan Hyc                 | 28 VI 1933 – X 1935        | szef Oddziału IV SG                       |
| płk dypl. piech. Tomasz Obertyński        | XI 1935 – 27 I 1938        | I oficer sztabu Inspektora Armii w Wilnie |
| ppłk piech. August Emil Fieldorf          | 28 I 1938 – 9 IX 1939      |                                           |
| Zastępcy dowódcy pułku                    |                            |                                           |
| ppłk piech. Jerzy Trojanowski             | 10 VII 1922 – 1923         | zastępca dowódcy 40 pp                    |
| ppłk tyt. płk piech. Bolesław Piotrowski  | 6 I 1923 – 1925            |                                           |
| ppłk piech. Wojciech Tyczyński            | 1928 – 28 VI 1933          | dowódca 56 pp                             |
| ppłk dypl. Leon Stanisław Kolbuszewski    | 28 VI 1933 – III 1938      |                                           |
| mjr piech. Mieczysław Sanak (II zastępca) | III 1939                   |                                           |

### Żołnierze 86 pułku piechoty - ofiary zbrodni katyńskiej
Biogramy ofiar zbrodni katyńskiej znajdują się między innymi w bazach udostępnionych przez Ministerstwo Kultury i Dziedzictwa Narodowego oraz Muzeum Katyńskie.
| Nazwisko i imię                | stopień               | zawód                   | miejsce pracy przed mobilizacją     | zamordowany |
| ------------------------------ | --------------------- | ----------------------- | ----------------------------------- | ----------- |
| Budyn Józef                    | ppor. rez.            | magister chemii         |                                     | Katyń       |
| Chęciński Tomasz               | ppor. rez.            | prawnik, mgr            |                                     | Charków     |
| Cymbalista Jan                 | por. rez.             | urzędnik                | Wydział Powiatowy w Rohatynie       | Katyń       |
| Czaykowski Zenon               | podporucznik          | żołnierz zawodowy       | dowódca plutonu 5/51 pp             | Charków     |
| Czort Tadeusz                  | ppor. rez.            | nauczyciel dr filozofii | gimnazjum w Krakowie                | Katyń       |
| Drzewicki Klemens              | por. rez.             | urzędnik                | insp. Syndykatu w Warszawie         | Katyń       |
| Duda Henryk                    | porucznik             | żołnierz zawodowy       | dowódca 6/51 pp                     | Charków     |
| Dwulit Włodzimierz             | ppor. rez.            | prawnik                 | asesor Sądu Grodzkiego w Samborze   | ULK         |
| Dziadykiewicz Józef            | podporucznik          |                         | instruktor Związku Strzeleckiego    | ULK         |
| Dziedzic Karol                 | por. rez.             | urzędnik                | emeryt                              | ULK         |
| Fink Izrael                    | ppor. rez.            | handlowiec              |                                     | ULK         |
| Hartman Stanisław              | podporucznik          | żołnierz zawodowy       | ?                                   | Charków     |
| Jaworski Kornel                | ppor. rez.            | prawnik                 | sędzia Sądu Grodzkiego w Horodence  | ULK         |
| Jezioro Czesław                | ppor. rez.            |                         |                                     | Katyń       |
| Jędruszczak Mieczysław         | podporucznik          | żołnierz zawodowy       | dowódca plutonu 2/51 pp             | Charków     |
| Karpina Jan                    | podporucznik          | żołnierz zawodowy       | dowódca plutonu 4/51 pp             | Charków     |
| Klakla Franciszek              | por. rez.             | nauczyciel              | gimnazjum w Mysłowicach             | Charków     |
| Klink Józef Henryk             | ppor. rez.            |                         |                                     | Charków     |
| Kłaczyński Bolesław            | por. rez.             | nauczyciel              |                                     | Katyń       |
| Kostołowski Erazm              | ppor. rez.            | historyk kultury        |                                     | Charków     |
| Kowalczuk Józef                | ppor. rez.            | nauczyciel              |                                     | Charków     |
| Kowalczuk Stefan               | ppor. rez.            | urzędnik                | Urząd Celny w?                      | Charków     |
| Kraus Bolesław Piotr           | ppor. rez.            | inżynier                |                                     | Katyń       |
| Kryworuczko Leon               | ppor. rez.            | urzędnik                |                                     | ULK         |
| Krzemień Roman                 | ppor. rez.            | nauczyciel, mgr         | Gimnazjum w Brzeżanach              | Charków     |
| Lebensart Lew                  | por. rez.             | nauczyciel              | kier. szkoły w Podhajcach           | ULK         |
| Lewenter Markus Hirsch         | ppor. rez.            | farmaceuta              | wł. apteki w Janowie                | Katyń       |
| Link Henryk                    | porucznik             | żołnierz zawodowy       |                                     | Charków     |
| Manasterski Zdzisław Marian    | porucznik             | żołnierz zawodowy       |                                     | Charków     |
| Mączka Eugeniusz               | ppor. rez.            | urzędnik                | Urząd Kontroli Skarbowej            | Katyń       |
| Narożański Henryk              | kapitan               | żołnierz zawodowy       | dowódca 2 kkm/51 pp                 | Katyń       |
| Obacz Kacper                   | por. rez.             | nauczyciel              | kmdt oddziału ZS w Zawałowie        | ULK         |
| Parecki Karol Ludwik           | por. rez.             | ziemianin               | ?                                   | ULK         |
| Pelczar Władysław              | ppor. rez.            | inżynier chemik         |                                     | Charków     |
| Schneider Stanisław Franciszek | porucznik             |                         | burmistrz Podhajec                  | ULK         |
| Sołtys Władysław Teofil        | ppor. piech. rez. mgr | prawnik                 | Izba Skarbowa we Lwowie             | Charków     |
| Sosin Stefan Piotr             | ppor. rez.            |                         | Zarząd Miasta Lwowa                 | Katyń       |
| Stesłowicz Józef               | ppor. rez.            | urzędnik                |                                     | ULK         |
| Weigel Adolf                   | kapitan               | żołnierz zawodowy       | dowódca kompanii gospodarczej 51 pp | ULK         |
| Wasilkowski Włodzimierz        | kapitan               | żołnierz zawodowy       | kmdt powiatowy PW Brzeżany          | ULK         |
| Werber Tadeusz                 | kpr. rez.             | asesor                  | Sąd Grodzki w Zborowie              | ULK         |
| Wizimirski Józef               | ppor. rez.            |                         |                                     | Katyń       |
| Zaręba Tadeusz                 | ppor. rez.            | inżynier leśnik         | Biuro Geodezyjne w Podhajcach       | Charków     |

## Upamiętnienie
- W Iłży działa Stowarzyszenie Rekonstrukcji Historycznej 51 pułku piechoty Strzelców Kresowych[117].

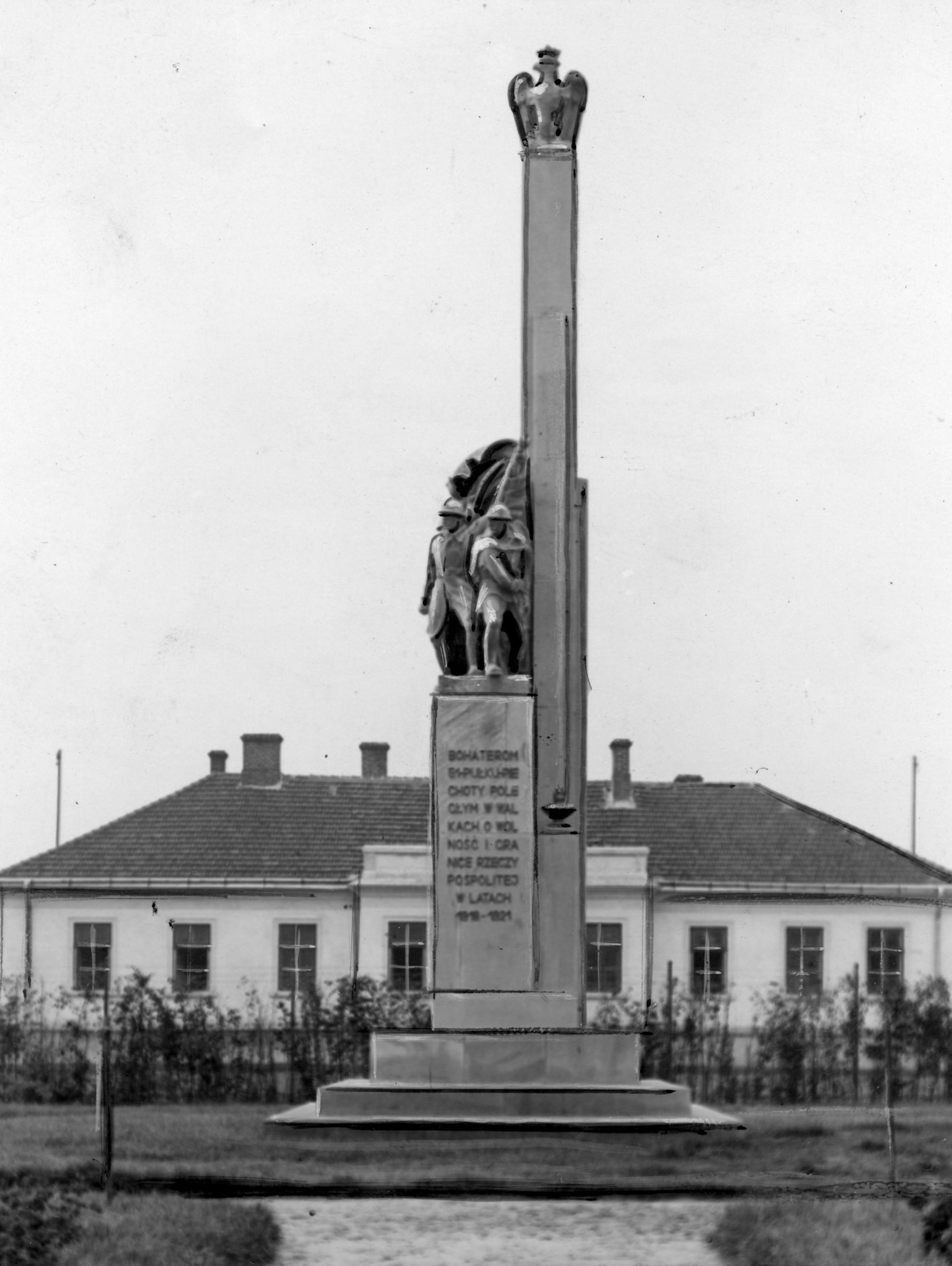
Pomnik ku czci poległych żołnierzy 51 pp w Brzeżanach
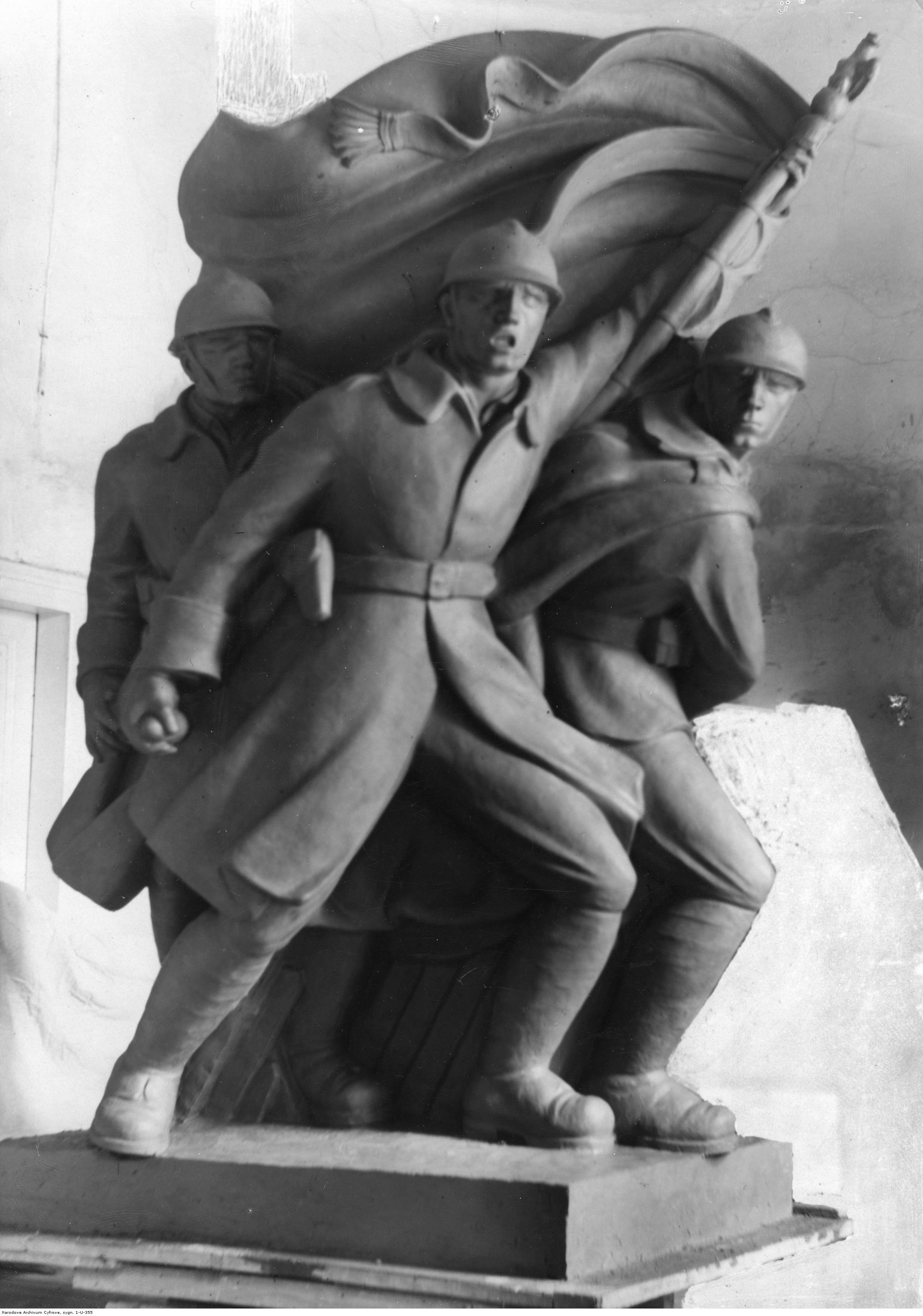
Fragment pomnika ku czci poległych żołnierzy 51 pp